# Opactwo Murbach

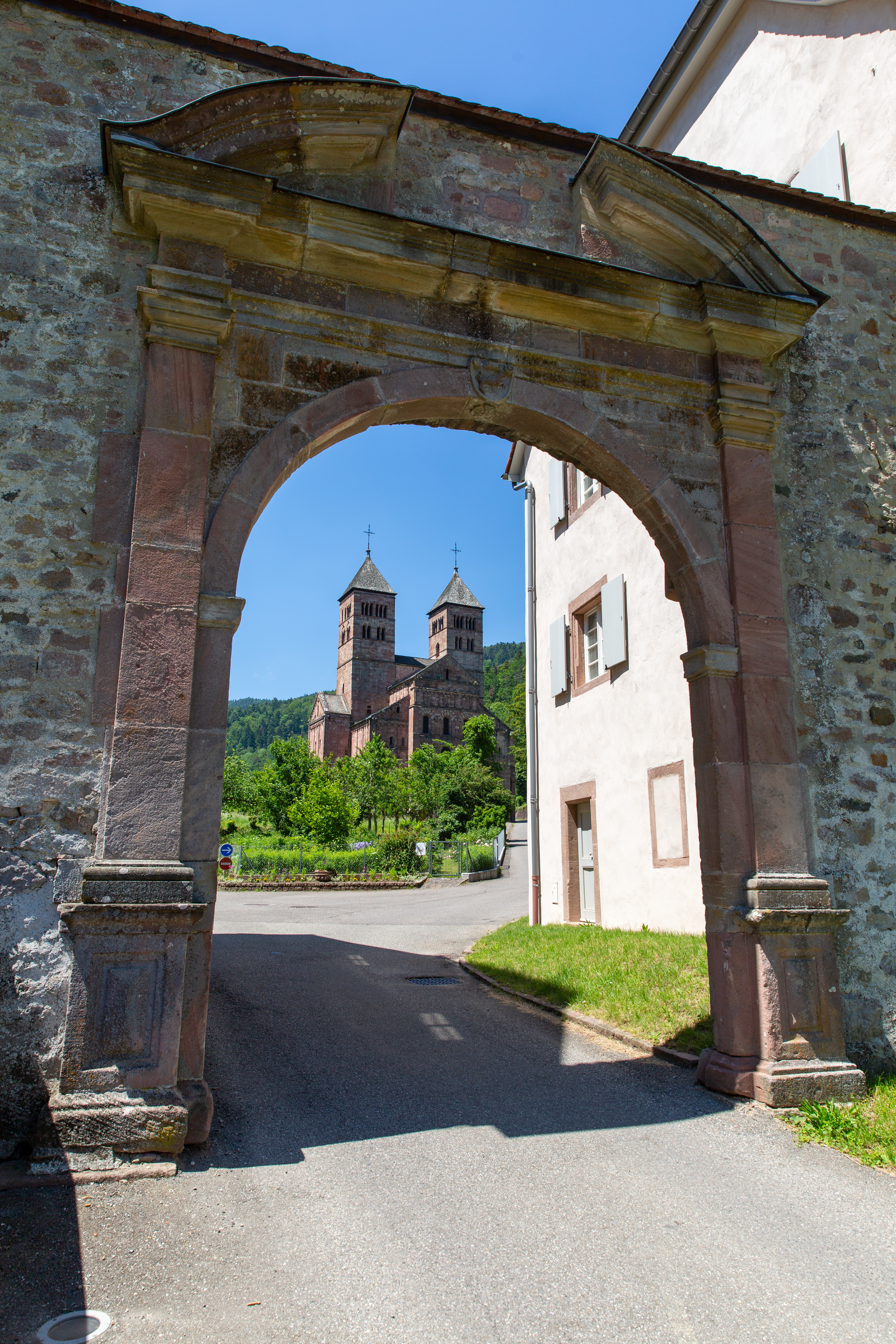
Brama wjazdowa (1698) do dawnego opactwa Murbach, w tle kościół św. Leodegara

Opactwo książęce Murbach (łac. monasterium murbacensium; niem. Fürstabtei Murbach) – opactwo benedyktyńskie w południowej Alzacji, założone w 727 r. przez alzacki ród książęcy Etychonidów, którego pierwszym opatem był św. Pirmin, a świętym patronem Leodegar z Autun.  Nabrało wielkiego znaczenia jako ośrodek wpływów religijnych i politycznych w czasach Karolingów, którzy przejęli nad nim bezpośrednie zwierzchnictwo. W następnych wiekach urosło do statusu regionalnego centrum duchowo-intelektualnego. Słynne stały się jego biblioteka i skryptorium, gdzie na początku IX w. powstał jeden z pierwszych całościowych zapisów w języku staro-wysoko-niemieckim – tłumaczenie hymnów liturgicznych. Podległe opactwu klasztory, wsie i tereny sięgały daleko poza Alzację, najodleglejszym z nich była Lucerna, do której powstania jako miasta w zasadniczy sposób się przyczyniło. Opaci klasztoru Murbach nosili od 1228 r. tytuł księcia Świętego Cesarstwa Rzymskiego, stąd książęcy status opactwa (niem. Fürstabtei, łac. abbatia principi). Wzniesiony w XII w. drugi kościół opacki pod wezwaniem św. Leodegara świadczył o zasobności opactwa. Dla osłony swoich terytoriów, ale i w celu ściągania myta, opactwo wystawiło ponad 20 zamków, jak np. Hugstein nad Guebwiller, główną miejscowością w pobliżu opactwa. Od XIII w., wraz z wygaśnięciem rodu Hohenstaufów, postępował upadek politycznego znaczenia regionu i wpływów opactwa. Od drugiej połowy XIII w. w ramach konsolidacji posiadanych terenów Murbach pozbywał się tych odleglejszych, jak np. Lucerny. W latach 30. XIV w. porzucono ideę życia wspólnotowego i dochody opactwa mnisi rozdzielili między siebie jako prebendy. Jako księstwo kościelne, mimo upadającej dyscypliny klasztornej i drastycznego spadku liczby mnichów (pod koniec XVI w. było ich ok. dziesięciu), opactwo przetrwało wiry wojen chłopskich w latach 20. XVI w. Jego sytuacja finansowa polepszyła się w 1544 r. wraz z potwierdzeniem przez papieża unii Murbachu z klasztorem w Lure, co mu przyniosło kontrolę nad tamtejszymi kopalniami rud srebra. Do 1680 r. opactwo książęce Murbach biło w Guebwiller własne monety. Wojna trzydziestoletnia w latach 1618–1648 sprowadziła na opactwo zniszczenia materialne, rozproszenie biblioteki i innego majątku, przeżył ją tylko jeden mnich. Od 1678 r. decyzją cesarza opat odradzającego się klasztoru nie miał być już wybierany przez mnichów, tylko wyznaczany przez panującego w cesarstwie jako opat komendatoryjny. Choć pokój westfalski zachowywał formalne zwierzchnictwo cesarza, to wpływy dworu francuskiego zaczynały być odczuwalne. W dekadach od końca XVII w. sytuacja finansowa opactwa książęcego była tak stabilna, że przystąpiono do wielu renowacji i wznoszenia nowych obiektów, jak np. kaplicy loretańskiej tuż nad klasztorem w Murbachu. W latach 40. XVIII w. przystąpiono do przebudowy samego kościoła św. Leodegara, rozbierając dach i mury jego naw. Zamiarem było nadanie mu nowego kształtu w obowiązującym wtenczas stylu barokowym. Niewielu pozostałych jeszcze mnichów odstąpiło jednak od planów tej przebudowy, gdyż za korzystniejsze pod każdym względem uważano przeniesienie się jako kanonicy do Guebwiller. Nastąpiło to w 1764 r. Tam też obok przebudowanej na początku wieku rezydencji opatów w zamku Neuenburg stanęła kolegiata pw. Najświętszej Marii Panny. Nierozebraną wschodnią część kościoła św. Leodegara przekazano wsi Murbach na kościół parafialny. W wyniku reform wprowadzanych przez rewolucję francuską pozbawiono księstwo przywilejów i praw lennych, znacjonalizowano jego majątek a obszary włączono do nowego departamentu Górny Ren. Tym samym w 1790 r. opactwo Murbach przestało istnieć. W miejscowości Murbach zachowane do dziś są dwa budynki, kaplica loretańska i brama wjazdowa z 1. połowy XVIII w. oraz wschodnia część, prezbiterium i transept, kościoła św. Leodegara – wybitnie cennego zabytku architektury romańskiej.

## Położenie

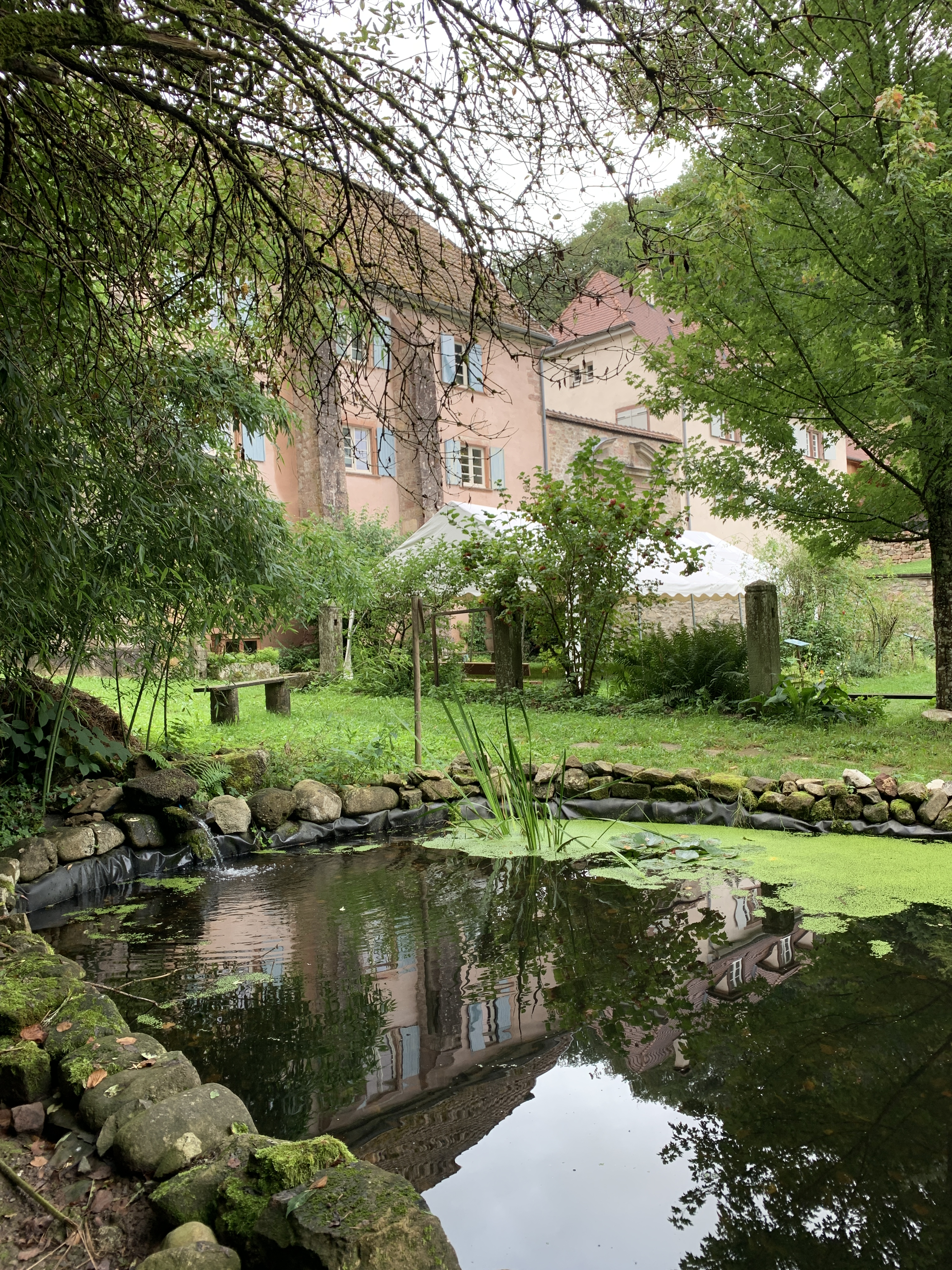
Sadzawka na potoku Murbach w ogrodzie klasztornym, jako nawiązanie do vivarium peregrinorum

Opactwo znajdowało się w płd.-wsch. Alzacji, w bocznej dolince potoku Murbach, który spływa do rzeki Lauch, płynącej w dolinie Florival. Na zachodzie dolinę Murbachu zamyka masyw Grand Ballon (1424 m), najwyższego szczytu Wogezów. Zabudowania opactwa i jego kościół leżą na wysokości ok. 450 m n.p.m. Obecnie teren dawnego opactwa znajduje się w obrębie miejscowości i gminy (commune) Murbach, powstałej jeszcze przy opactwie. Administracyjnie należy ona do departamentu Haut-Rhin w regionie Grand Est. Do Murbachu prowadzi tylko jedna droga jezdna D 40.II, a zbocza gór wokół Murbachu porośnięte są lasem. Najbliższą większą miejscowością jest oddalone o ok. 5 km Guebwiller, która jako główne miasto opactwa odgrywała znaczącą rolę w jego historii aż do końca jego istnienia.

## Historia

### Początki

#### Mit założycielski
Według legendy początki klasztoru Murbach związane są z wędrownymi mnichami iroszkockimi, którzy w swej działalności misyjnej mieliby dotrzeć w płd. Wogezy na samym początku VIII w. lub wcześniej. Pierwsi z nich mieli osiedlić się najpierw w pobliżu wsi Bergholtzzell, a potem w okolicy dzisiejszego Buhl. Nie znalazłszy i tam oczekiwanego spokoju, mieli przenieść się wyżej, w niezamieszkałą dolinkę potoku Murbach. Temu osiedlu miano nadać nazwę vivarium peregrinorum – ‘pielgrzymi staw’. Jako źródło tego mitu założycielskiego wskazywane są spisane w drugiej połowie XV w. Annales Murbacenses. Badacze nie wykluczają co prawda działalności mnichów iroszkockich w okolicach Bergholtz czy Bergholtzzell w VII w., nie potwierdzają jej jednak żadne dokumenty.

#### Fundacja klasztoru

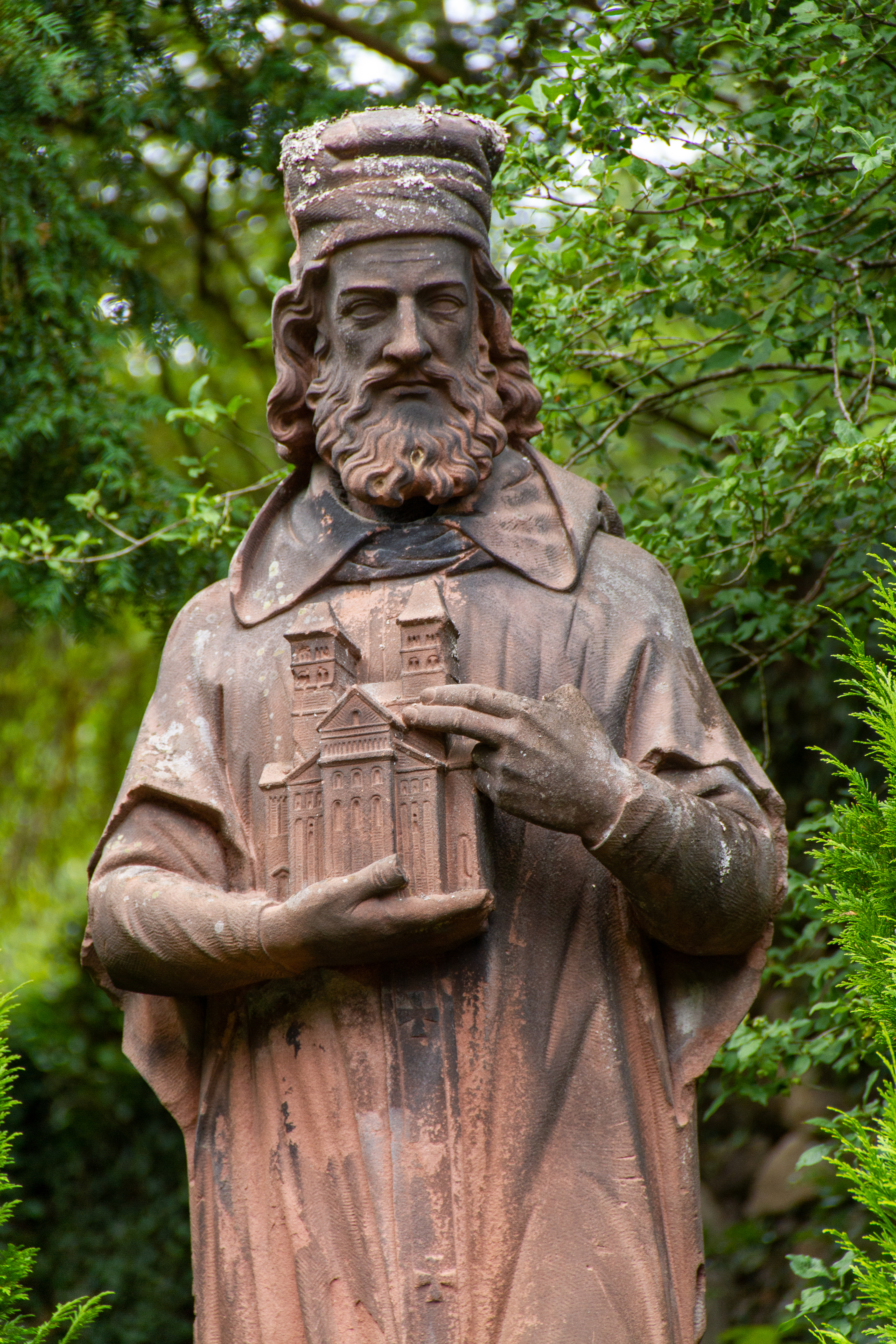
Św. Pirmin z modelem kościoła opackiego w Murbachu (stylizowana rzeźba XX w.)

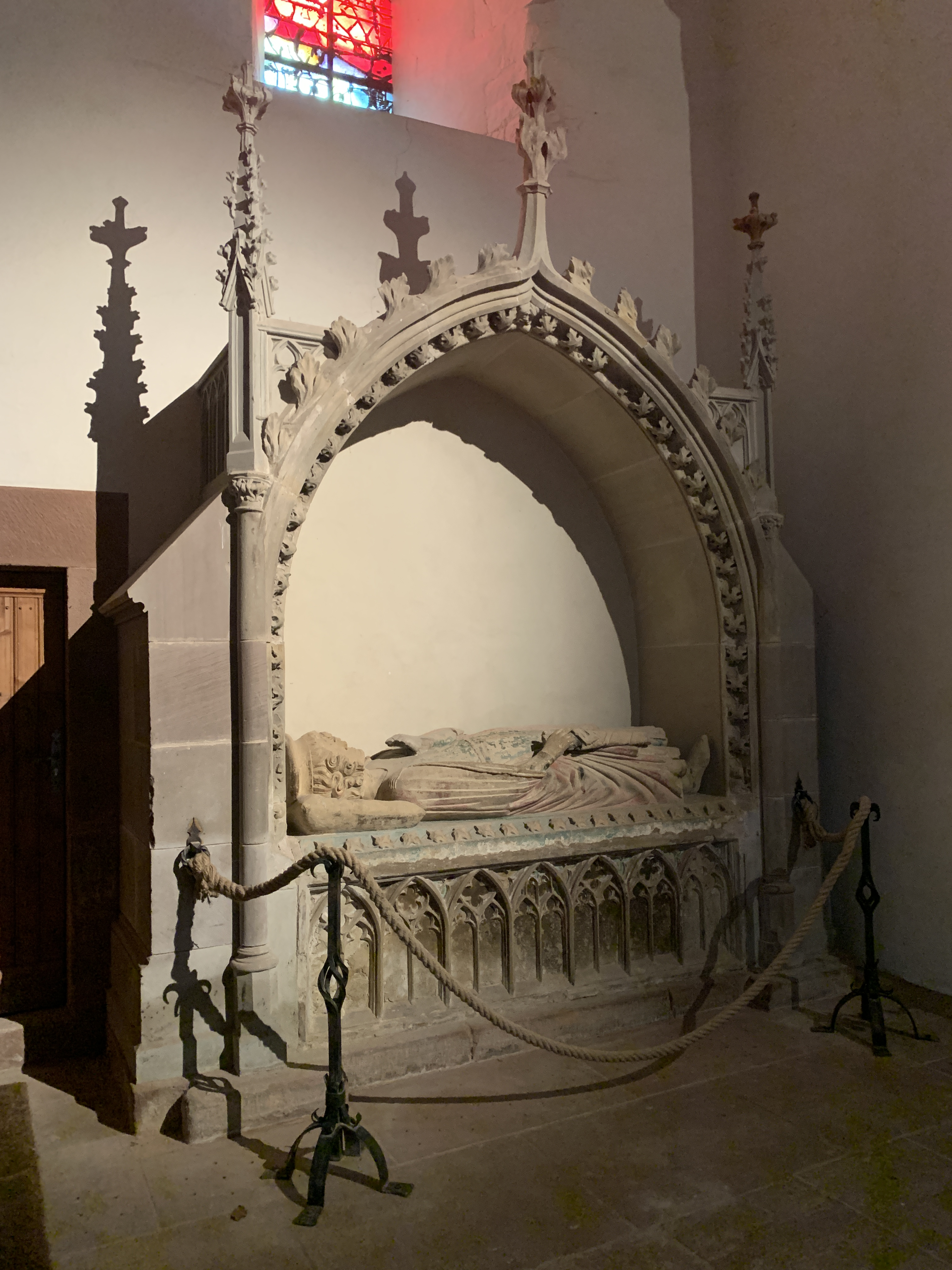
Nagrobek (druga poł. XIII w.) fundatora opactwa, hrabiego Eberharda, w kościele św. Leodegara

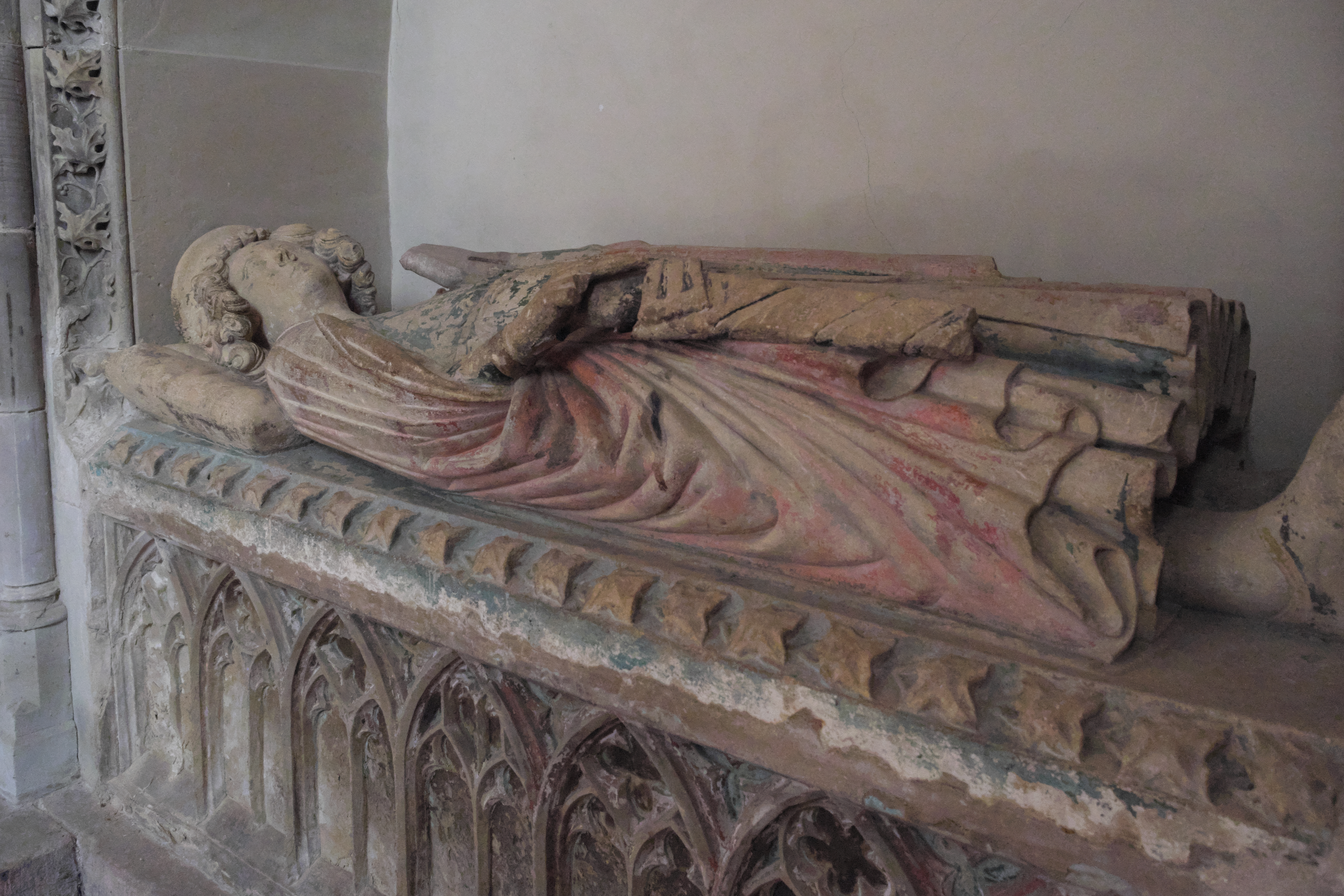

Założycielem i fundatorem klasztoru Murbach był graf Eberhard z Alzacji, młodszy brat księcia Liutfrida z frankijskiego rodu Etychonidów, książąt Alzacji w VII-VIII w. Darowizny poczynione przez niego na rzecz tego zgromadzenia zakonnego – posiadłości w około 40 miejscowościach pomiędzy Bramą Burgundzką a Hagenau – tworzyły w sumie największą spośród licznych fundacji Etychonidów. Współtwórcą ufundowanego w 727 r. klasztoru i jego pierwszym opatem był Pirmin, biskup wędrowny i założyciel m.in. w 724 r. klasztoru Reichenau na wyspie na zach. Jez. Bodeńskim.  Bezpośrednimi konsekwencjami sprowadzenia Pirmina i towarzyszących mu 12 mnichów przez Eberharda w głąb Alzacji były w równej mierze ewangelizacja tamtejszej ludności i zaskarbienie sobie tym samym Boskiej przychylności, co podniesienie należących do grafa terenów na wyższy poziom cywilizacyjny: mnisi bowiem nieśli nie tylko nową wiarę religijną i piśmienność, ale przede wszystkim wiedzę w zakresie rolnictwa, prac rzemieślniczych i budownictwa. Podobnie jak i inne zakładane przez Pirmina klasztory, także Murbach został podporządkowany regule benedyktyńskiej. W jego dziełach założycielskich podstawową była koncepcja klasztoru wolnego od zwierzchnictwa biskupa diecezjalnego. Pirmin nie pozostał w klasztorze Murbach nawet roku. Po jego odejściu opatem  został jeden z mnichów przybyłych razem z nim z Reichenau, zwany w źródłach vir venerabilis Romanus. W maju 728 r. biskup Wiedegern (według innej pisowni Widegern) potwierdził przynależność klasztoru do obszaru diecezji strasburskiej, jednocześnie obdarzając go przywilejem biskupim – niezależnością od władzy biskupa i prawem do wyboru swojego opata ze zgromadzenia. Opatowi przysługiwało prawo udzielania święceń, a klasztor uznano za jedynego właściciela wszelkich darowizn na jego rzecz. Dokumenty mówią o oddaniu opactwa pod patronaty apostołów, Maryi, św. Michała, św. Piotra oraz św. Leodegara, biskupa Autun w latach 659 – 677. Sprawując tę funkcję, Leodegar aktywnie uczestniczył w walkach o władzę w Neustrii, toteż za rządów majordoma Ebroina, po długim męczeństwie, ścięto mu głowę.  W 760 r. przewieziono dolną szczękę jako relikwię do Murbachu; jej cząstka ma podobno nadal tam się znajdować, według innych źródeł przeniesiono ją w 1785 r. do kolegiaty Liebfrauenkirche w Guebwiller. W mianowaniu Leodegara patronem Murbachu istotny był też rodzinny związek między nim a Etychonidami: babka Eberharda i Liutfrida, żona księcia Adalryka, była siostrą matki Leodegara. Patronat św. Leodegara przyjęło następnie wiele kościołów parafialnych zależnych od opactwa Murbach. Nieznane jest miejsce, gdzie stał pierwszy, zapewne duży kościół opactwa. Eberhard spędził prawdopodobnie w Murbachu ostatnie lata życia i tam został w 747 r. pochowany.

### Pierwszy okres rozkwitu (VIII-X w.)
Od czasów merowińskich klasztor szybko osiągnął wiodącą pozycję wśród alzackich zgromadzeń klasztornych, a jego opaci zaczęli pełnić funkcje doradcze przy dworze Karolingów. Król Pepin Krótki potwierdził dalsze darowizny dla Murbachu za czasów jego trzeciego opata, Baldeberta. Karol Wielki aktem z 775 r. potwierdził immunitet klasztoru i uczynił Murbach niezależnym klasztorem królewskim. Jako freies Reichskloster był on oddany pod ochronę – ale nie władzę – królewską czy później cesarską.  W 792 r. Karol Wlk. mianował się jego świeckim opatem (Pastor Murbacencis), zachowując ten tytuł przez ok. rok. Ponadto wprowadził dla świeckiego opiekuna, obrońcy i reprezentanta klasztoru stanowisko wójta (Vogt), które w drugiej połowie XI w. przeszło jako dziedziczne w ręce Habsburgów. Ścisłe przestrzeganie benedyktyńskiej dyscypliny ora et labora oraz wysokie wymagania co do wiedzy i wykształcenia mnichów wprowadził skutecznie opat Simbert (786–792). Wobec niestabilności politycznej po śmierci Karola Wielkiego w 814 r. Murbach domagał się każdorazowo po wyborze nowego opata potwierdzania przez papieża przywilejów opactwa i jego praw własności. Znalazłszy się w wyniku podziału ustalonego w Verdun w 843 r. w obrębie państwa Lotara I, a na mocy porozumienia zawartego w Meerrssen w 870 r. wraz z całą Alzacją w granicach państwa wschodniofrankijskiego, późniejszego Świętego Cesarstwa Rzymskiego, opaci Murbach zwracali się ku cesarzowi rzymskiemu jako bezpośredniemu gwarantowi bezpieczeństwa opactwa.
W połowie IX w. Murbach stał się jednym z centrów duchowych i intelektualnych nad Górnym Renem. Już młody Alkuin po wizycie w Murbachu w latach 60. VIII w. chwalił w listach (z których znane są dwa) gościnność i wysoką rangę opactwa, wspominając m.in. o wysokim poziomie szkoły klasztornej. Przyciągała ona młodych kleryków, którzy po studiach w Murbachu zdobywali w państwie karolińskim wysokie pozycje. Klasztor posiadał ponadto skryptorium, a jego biblioteka zawierała ponad sto manuskryptów dzieł teologicznych, gramatycznych i historycznych, wymienionych w katalogu bibliotecznym sporządzonym z polecenia opata Iskara. (Katalog ten zachował się w kopii z 1464 r., obecnie znajdującej się w Colmarze.) Między opactwem Murbach a klasztorami Reichenau od 820 r. i w następnych dekadach św. Piotra w Remiremont, Sankt Gallen i San Salvatore w Brescii istniała wspólnota modlitewna (Gebetsgemeinschaft lub Gebetsvereinigung), umacniająca ich wspólny wysiłek ewangelizacyjny.

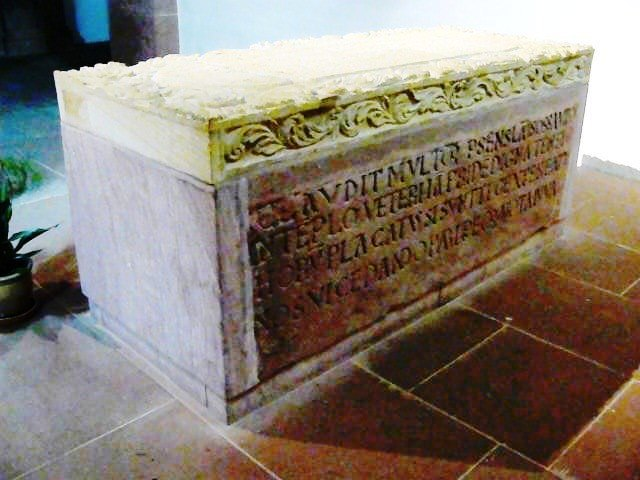
Sarkofag ze szczątkami mnichów zamordowanych w trakcie węgierskiego napadu rabunkowego w lipcu 936 r.

Posiadłości klasztorne były stale powiększane dzięki darowiznom. Większość z nich znajdowała się w Alzacji, niektóre z nich leżały na prawym brzegu Renu, aż po Schwarzwald. W IX wieku opactwo nabyło obszar nad Jeziorem Czterech Kantonów wraz ze znajdującym się tam benedyktyńskim klasztorem, wokół którego w późniejszych wiekach rozwinęło się miasto Lucerna. Pod koniec IX w. weszło w posiadanie terenów w pobliskiej dolinie rzeki Thur: tamtejszego niewielkiego klasztoru i osady wokół niego (obecnie Saint-Amarin). Murbach był też właścicielem szeregu majątków ziemskich w Palatynacie i w rejonach od Wormacji aż po Moguncję. Domena klasztoru obejmowała prawa i nieruchomości w ok. 350 wioskach, w większości leżące w obrębie diecezji Bazylei lub Strasburga. W klasztornych warsztatach pracowali złotnicy, a później także tkacze dywanów, produkujący tapiserie. Pod koniec IX w. wspólnota klasztorna liczyła ok. 400 mnichów.
Ten pierwszy okres rozkwitu zakończył się wraz z grabieżczymi rajdami madziarskich osadników z Kotliny Panońskiej na Alzację w 926 r. W lipcu tamtego roku napadli oni na Murbach, splądrowali i podpalili klasztor, zabili też siedmiu mnichów, którzy pozostali w jego murach. Pozostali zdołali uciec, ukrywając klasztorne kosztowności. Sarkofag, zawierający ciała uznanych za męczenników mnichów, stoi obecnie (2024 r.) w płn. ołtarzu bocznym w kościele opactwa, przy czym płyta przednia pochodzi z XII w., a górna z początku XVIII w., a forma sarkofagu odbiega od oryginalnej. Życie klasztorne w regularnej formie udało się przywrócić dopiero w 959 r. wraz z wyborem opata po 23-letnim okresie, w którym klasztor nie miał zwierzchnika. Cesarz Otton I, potwierdzając w 962 r. przywileje opactwa, obdarzył je nowymi darami, co umożliwiło nowy rozwój.

#### Spuścizna piśmiennicza

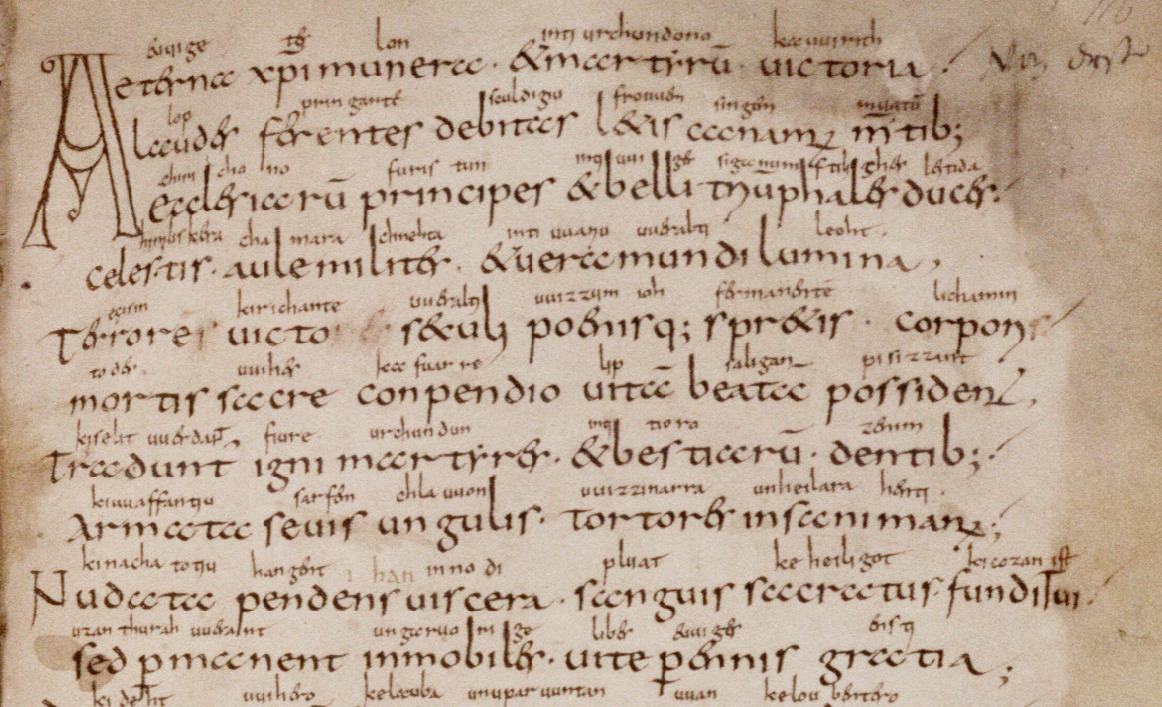
Pierwsza strona Murbacher Hymnen – tekst łaciński z glosami w staro-wysoko-niemieckim

Działalność szkoły klasztornej Murbachu miała swój udział w karolińskim ożywieniu artystycznym, szczególnie w dziedzinie piśmiennictwa. W Murbachu powstały takie ważne tekst liturgiczne i literackie jak:
- Murbacher Hymnen (‘Hymny z Murbachu’) – zawierają jeden z pierwszych całościowych zapisów w języku staro-wysoko-niemieckim. Spisane po łacinie teksty 27 hymnów śpiewanych w trakcie mszy były w IX w. dla większości mnichów niezrozumiałe, toteż nieznany z imienia komentator w Murbachu opatrzył interlinie tekstu hymnów glosami tłumaczącymi łaciński tekst na język codzienny nowicjuszy i mnichów[32]. Sam manuskrypt Hymnów był zapewne sporządzonym w Murbachu odpisem zbioru hymnów liturgicznych, który powstał w klasztorze na wyspie Reichenau[41].  Glosy w manuskrypcie z Murbachu to ważne świadectwo w rozwoju języka niemieckiego. Oryginał, zaginiony podczas Wojny Trzydziestoletniej, przechodził przez ręce różnych właścicieli, by trafić ostatecznie do Bodleian Library w Oksfordzie[32].
- Pieśń Wessobruńska – jeden z najstarszych zachowanych poematów religijnych w języku staro-wysoko-niemieckim. Jedyny egzemplarz pergaminu z zapisem tej modlitwy przechowywany był w bawarskim klasztorze Wessobrunn (stąd nazwa), obecnie w Bawarskiej Bibliotece Państwowej. Według niektórych badaczy spisana została w IX w. w opactwie Murbach[42].
- Annales Alamannici (‘Roczniki z Alemanii’) – najstarsza ich część, 709 do 799 r., spisywana była w VIII w. Murbachu i zawiera informacje dotyczące historii klasztoru. Prowadzenie roczników kontynuowano w opactwach Raichenau i Sankt Gallen do 926 r. Jeden z dwóch istniejących zapisów przechowywany jest w bibliotece St. Gallen[43].
- Murbacher Velleiuscodex – tekst kompendium historycznego Wellejusza, którego egzemplarz odkryto w Murbachu, zaginął; zachował się jedynie w postaci uszkodzonej kopii odpisu sporządzonego przez Johanna Amerbacha[44][45].

### Drugi okres rozkwitu (XI–XIII w.)
Klasztor podniósł się po najeździe węgierskim i odgrywał znaczącą rolę w dziejach terenów nad górnym Renem co najmniej aż do połowy XIII w., kiedy to stał u szczytu świeckich wpływów i bogactwa. Pod sam koniec X w. znalazł się w strefie wpływów kongregacji kluniackiej; z Cluny przybył do Murbachu z misją reformacyjną benedyktyn Werner (wg innej pisowni Warner), a w 996 r. miał Murbach odwiedzić opat kluniackiego opactwa Odylon. W XI w. za opata Samuela von Weißenburga, kierującego zarówno Murbachem, jak i opactwem św. Grzegorza w Munster, większego znaczenia nabrały stosunki z opactwem Gorze w pobliżu Metzu, z którego wywodziła się zbliżona do kluniackiej, lecz niezależna od niej, reforma klasztorna (łac. ordo Gorziensis). Estyma, jaką otoczone było opactwo, ściągała do Murbachu jako mnichów i nowicjuszy przeważnie tych wysoko urodzonych, natomiast opatami zostawali ci pozostający w zażyłych stosunkach z dworem panującym. Stąd nieuniknione było wmieszanie się Murbachu w spór o inwestyturę, acz w początkowej jego fazie opowiadając się po stronie papieskiej. Zmiana nastąpiła po wyborze na opata Erlolfa von Bergholtza, jednocześnie opata w Fuldzie. Był on doradcą cesarza Henryka V i wziął udział w negocjacjach poprzedzających zawarcie w 1122 r. Konkordatu Wormackiego, którego zresztą był współsygnatariuszem. Obok wpływów politycznych pozycję Murbachu umacniało materialne bogactwo opactwa w formie rozległych posiadłości, co było równoznaczne ze sprawowaniem na tych terenach władzy feudalnej. Zakładano nowe zgromadzenia zakonne (jak klasztor w Bergholtzzell w 1006 r. i klasztor w Goldbach w 1135 r.) i nabywano istniejące (jak klasztor w Saint-Amarin), tak że posiadłości Murbachu w XII w. rozsiane były po całej Alzacji i leżały też w Badenii, Palatynacie, Bryzgowii, aż po Lucernę. W okresie, gdy na czele szwajcarskiego przeorstwa stał brat opata Murbachu Ulrich, prawdopodobnie w 1178 r., opat Murbachu Konrad von Eschenbach nadał miejscowości wokół przeorstwa prawa miejskie – z wczesnośredniowiecznej Luciaria rozwinęła się w kolejnych wiekach Lucerna.
Manifestacją pozycji Murbachu były budowa nowego i stosownie wielkiego kościoła opackiego oraz szerzenie na podległych mu terenach kultu św. Leodegara. Za czasów opata Bertolda, zwanego też Bertotf w źródłach, (1122-1149) rozpoczęto budowę nowego kościoła i w największej części zakończono.  Z braku niepodważalnych świadectw historycznych dopuszcza się przyjmowanie roku 1134 jako tego, kiedy poświęcono klasztorne oratorium i roku 1216 jako tego, kiedy miało miejsce poświęcenie całego kościoła. Od poprzedniego kościoła przejęto świętych patronów ołtarzy i całego kościoła. Z podległych Murbachowi parafii pod wezwaniem św. Leodegara do dziś istnieje ich ok. dwudziestu w diecezji strasburskiej oraz odbudowana w latach 30. XVII w. w miejscu dawnego kościoła klasztornego główna świątynia katolicka w Lucernie – St. Leodegar im Hof. Jeszcze opat Eberhard patronował spisaniu przez mnicha z Murbachu w połowie XI w. żywota św. Leodegara Vita vel passio sancti Leodegarii.
Od 1135 r. dynastia Habsburgów sprawowała formalne zwierzchnictwo nad klasztorem Murbach. Byli oni ściśle związani z klasztorem w Murbach po tym, jak Werner II Habsburg został wójtem (Schirmvogt) klasztoru i otrzymał od opactwa rozległe lenna. Należały do nich wójtostwo przeorstwa św. Leodegara w Lucernie i dobra leżące w Aargau (w Pratteln, Augst, Möhlin, Schupfart, Wittnau i Gipf) i w Bryzgowii (w Schopfheim, Bellingen i jej okolicy, oraz zamek Rötteln). Władzy wójtowskiej Habsburgowie raczej nie sprawowali bezpośrednio, lecz była ona jako lenno przekazywana członkom rodów Horburg i Pfirt. W trakcie sprawowania urzędu wójtowie nie raz traktowali majątek klasztorny jak własny, dopuszczali się przywłaszczeń. W 1259 r. klasztorowi udało się za znaczne sumy i terytoria odkupić od Habsburgów i ich wasali prawa wójtowskie.

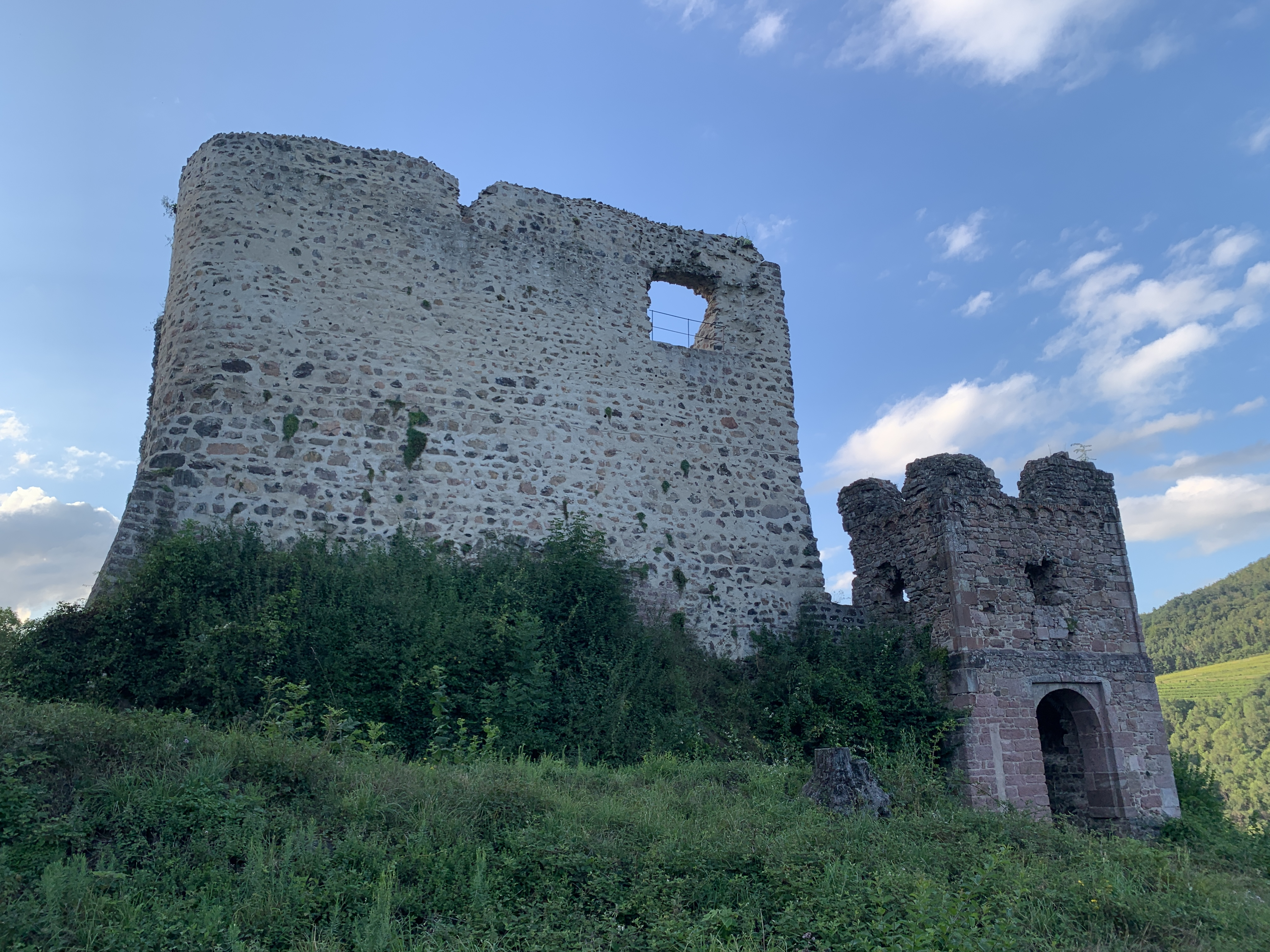
Zamek Hugstein, flanka płd. i wieża wjazdowa, (1. połowa XIII w.)

Drugi okres rozkwitu osiągnął fazę kulminacyjną przed połową XIII w.. Opactwo Murbach należało do najpotężniejszych instytucji duchownych Cesarstwa Rzymskiego. Opat Hugo von Rothenburg brał w 1228 r. udział w krucjacie cesarza Fryderyka II. To wówczas, w dokumencie z 1228 r. cesarz utytułował tego opata princeps, a zatem zaliczył go jako księcia opata (Fürstabt) do książąt Świętego Cesarstwa Niemieckiego ze wszelkimi prawami tego tytułu. Tym samym opactwo Murbach zyskało status opactwa książęcego (Fürstabtei). Tytuł abbas princeps nosili wszyscy następcy Hugo von Rothenburga i opactwo aż do końca swego istnienia w 1790 r. pozostało księstwem. Posiadłości klasztoru osiągnęły w XIII stuleciu swój największy zasięg terytorialny. Jego integralności finansowej (np. ściąganie myta i podatków) a przede wszystkim bezpieczeństwa strzegły zamki, budowane z nakazu opatów nad dolinami Murbachu, Thuru i Lauchu, m.in. zamki: Friedbourg nad Saint-Amarin za czasów opata Theobalda, Hohrupf nad doliną potoku Murbach i Hirtzenstein nad Wattwiller za czasów opata Bertholda von Steinbronna i Hugstein nad Guebwiller za czasów Hugo von Rothenburga. W trakcie całego średniowiecza w księstwie Murbach zbudowano 25 zamków, niewiele z nich w postaci ruin dotrwało do chwili obecnej.

### Długi okres schyłkowy (XIV–XVIII w.)

#### Zmiany terytorialne
Wraz z końcem okresu Hohenstaufów w latach 70. XIII w. zaczęło spadać znaczenie regionu górnego Renu, a co za tym idzie, także polityczne i terytorialne wpływy klasztoru Murbach. Jeszcze w 1214 r. klasztor zrezygnował z posiadłości wokół Moguncji. W 1274 r. sprzedano majątek w rejonie Delle jako lenno Dietrichowi III, władcy hrabstwa Mömpelgard. W 1277 r. kupiono co prawda od hrabiów Pfirt wieś Uffholz, minęło jednak prawie 50 lat, zanim opactwu udało się nabyć resztę przynależnych praw. W 1291 r. opactwo zawarło kontrakt z królem Albrechtem I i jego bratem Rudolfem II, na mocy którego oddano Habsburgom miasto Lucernę i inne tereny w Szwajcarii w zamian za przekazanie przez Habsburgów klasztorowi pięciu alzackich wsi z prawem do ich wójtostwa: Herkheim, Isenheim, Ostheim, Merxheim i Rädersheim oraz wypłatę kwoty 2000 marek w srebrze. W tej wymianie gruntów chodziło być może nie tyle o zdobycie środków na opłacanie długów, jak o pozbycie się terenów zbyt odległych, by można było nimi dobrze zarządzać w zamian za tereny w pobliżu samego opactwa. Niespokojne czasy wymagały, obok budowy zamków, też i  wysokich nakładów na fortyfikacje miejskie w Guebwiller, Wattwiller i Saint-Amarin. Opactwo popadało coraz bardziej w długi, czego zamieszkujący je mnisi, w liczbie najwyżej dwudziestu, byli w pełni świadomi. Sytuacja ekonomiczna Murbachu była wkrótce tak katastrofalna, że nikt nie chciał zostać wybrany opatem. Toteż w 1299 r. rektor kapituły katedralnej w Bazylei musiał dokonać nominacji, jego wybór padł na Albrechta (Alberta) von Liebensteina.

#### Zmiana w porządku monastycznym
O stopniowym odchodzeniu od ścisłej reguły św. Benedykta świadczy całkowite oddanie prac fizycznych w ręce braci świeckich i służby. Zaniedbane zostało też życie intelektualne, mnisi nie zajmowali się studiami ani w pasywny ani w aktywny sposób. Aby ożywić życie duchowe na swoich terenach, opactwo Murbach sprzyjało zakładaniu w Guebwiller w ostatnich latach XIII w. klasztorów dominikanów (męskiego i żeńskiego) i niemieckiego zakonu rycerskiego. W 1335 r. trzynastu mieszkających w Murbachu mnichów i opat oficjalnie wyrzekli się klasztornego życia wspólnotowego, by żyć wedle kanoniczego trybu monastycznego, praktykowanego przez nich prawdopodobnie już od dawna, w którym dochodami dzielono się jako prebendami. Jako główną przyczynę zmiany dyscypliny klasztornej wskazuje się pochodzenie mnichów z domów szlacheckich, przez co nawykłych do niezależnego i wygodnego życia. Ponadto od XIII w. opaci, zgodnie z feudalnym statusem książęcego Murbachu, prowadzili politykę umacniania (konsolidacji) własności ziemskich. Ta jednak okazała się finansowo niekorzystna i od końca XIII w. byli zmuszeni stopniowo oddawać za odpłatą odległe beneficja. Niegdyś świetne opactwo utraciło wiele z dawnego duchowego i intelektualnego splendoru, utrzymało jednak niemal aż do końca XVIII w. pozycję niewielkiego ale funkcjonującego księstwa kościelnego.

#### Katastrofy i pożogi wojenne
Od czasu opata Konrada Wernera von Murnharda, aktywnie opowiadającego się w 1338 r. za obroną Żydów przed prześladowaniami, opactwo znalazło się w centrum życia politycznego regionu, choć nie z wyboru. W 1357 r. zdołano zawrzeć układ z Habsburgami, w którym ci zadeklarowali się jako obrońcy opactwa. Ta deklaracja na niewiele się zdała, kiedy w toku wojny stuletniej po Alzacji grasowały bandy grabieżczych żołdaków. W latach 1375 i 1376 oddziały pod wodzą Enguerranda VII de Coucy napadły i splądrowały należące do Murbachu Wattwiller i Uffholtz, nie zdołali jednak ograbić Guebwiller, sprawnie i, jak mówi kronikarz, chytrze obronionego przez mieszkańców dowodzonych przez opata Murbachu. Liczne źródła podają, że 10 września 1382 r. na terenie opactwa wybuchł wielki pożar, płomienie strawiły dachy i stropy opackiego kościoła, zniszczyły stojący w obrębie opactwa kościół Matki Bożej (Kollegiatskirche St Marien) i poczyniły ogromne straty w budynkach klasztornych. Zniszczenia szybko naprawiono. Po stoczonej latem 1444 r. w pobliżu Bazylei bitwie między nielicznymi oddziałami Starej Konfederacji Szwajcarskiej a francuskimi najemnikami pod wodzą delfina Ludwika, zwycięscy armaniacy zagrozili alzackim miastom należącym do Habsburgów. Opat Murbachu odmówił wydania Guebwiller, najważniejszego miasta książęcego opactwa, oddając Ludwikowi w zamian Wattwiller. W pół roku później armaniackie bandy usiłowały lutową nocą wziąć Guebwiller szturmem, ale zostali odparci przez mieszczan, powołujących się, w żywej do dziś legendzie, na Boską pomoc.

#### Opat Bartholomäus von Andlau
Opat Bartholomäus von Andlau (1447–1476), określany jako największy ze znanych średniowiecznych opatów Murbachu, podejmował wysiłki ożywienia życia duchowego klasztoru i usprawnienia jego administracji i wpływów, ale odniósł niejaki sukces tylko w przypadku zarządzania kościelnym księstwem. Jako humanista z rozległymi zainteresowaniami i wykształceniem uporządkował i uzupełnił zbiory biblioteczne poprzez zakup nowych manuskryptów i kopiowanie starych. Sporządzono z jego nakazu spis arrasów wyprodukowanych w poprzednich wiekach i przedstawiających historię Murbachu jako klasztoru. Wśród opackich mnichów ani jego wysiłki ani powszechny w drugiej połowie XV w. rozkwit sztuki i nauki nie znalazły w alzackich klasztorach i zamkach oddźwięku, Murbach nie wydał żadnych malarzy, rzeźbiarzy czy innych twórców. Jako doradca i przyjaciel domu habsburskiego, Bartholomäus von Andlau stał po ich stronie w trakcie zbrojnego konfliktu z Konfederacją Szwajcarską, podczas którego ucierpiały Wattwiller i Uffholtz. Trwała okazała się wprowadzona przez niego reforma administracyjna księstwa Murbach i podział jego terytorium na trzy wójtostwa (patrz niżej Podział administracyjny). Według niej miasta siedziby wójta były całkowicie zależne od opactwa, co naraziło Bartholomäusa von Andlau na otwarty konflikt z mieszczanami z Guebwiller, rozstrzygnięty w 1448 r. przez niego militarnie na korzyść opactwa.

#### Opactwo książęce jako siła polityczna i materialna
Opatowie Murbachu pod koniec XV w. i na początku XVI w. udzielnie władali i zarządzali książęcym opactwem, opierając się na urzędnikach i zarządcach z własnego nadania. Poszczególne zgromadzenia zakonne, także dominikańskie w Guebwiller, były pod ścisłą kontrolą. Dzięki sprawności „biznesowej” opatów ściągano podwyższone podatki, osiągnięto dochody z wprowadzenia regularnych dni rynkowych i dorocznych targów o ponadlokalnym znaczeniu w Uffholtz i St. Amarin i ożywiono handel na należących do księstwa drogach przez Wogezy. Podobnie jak w innych rejonach, także w płd. Wogezach prowadzono na coraz większą skalę wydobycie rud metali, głównie żelaza, miedzi, ołowiu i srebra – od 1479 r. za przyzwoleniem opata Murbachu także w dolinie St. Amarin, przy czym jedna dziesiąta urobku była własnością opactwa. Udział w zyskach z kopalni srebra w Burgundii, leżących znacznie dalej na płd. wschód od Murbachu, opactwo uzyskało dzięki formalnemu połączeniu się z klasztorem benedyktynów  w Lure. Sporadycznie od 1458 r. stanowisko opata tego klasztoru było łączone ze stanowiskiem opata Murbach, wspólne były też ich aktywności gospodarcze (np. prebendy, własności na terytorium drugiego klasztoru). Kiedy w 1513 r. Georg von Masmünster został wybrany opatem Murbachu, był już opatem w Lure. Jego następca, Johann Rudolf Stoer von Stoerenberg (1542–1570) doprowadził do papieskiego nakazu ostatecznego połączenie obu klasztorów w 1544 r.. Tym samym opactwu Murbach przypadła całkowita kontrola nad kopalniami srebra w Plancher-les-Mines. W tym samym roku cesarz Karol V udzielił książęcemu opactwu prawa bicia własnych monet, a przeznaczoną do tego mennicę wzniesiono w Guebwiller.  Wykorzystując kruszec wydobywany kopalniach należących do Lure, opactwo biło własne monety (z wizerunkiem cesarza) aż do 1680 r., kiedy to zostało wcielone do królestwa francuskiego.

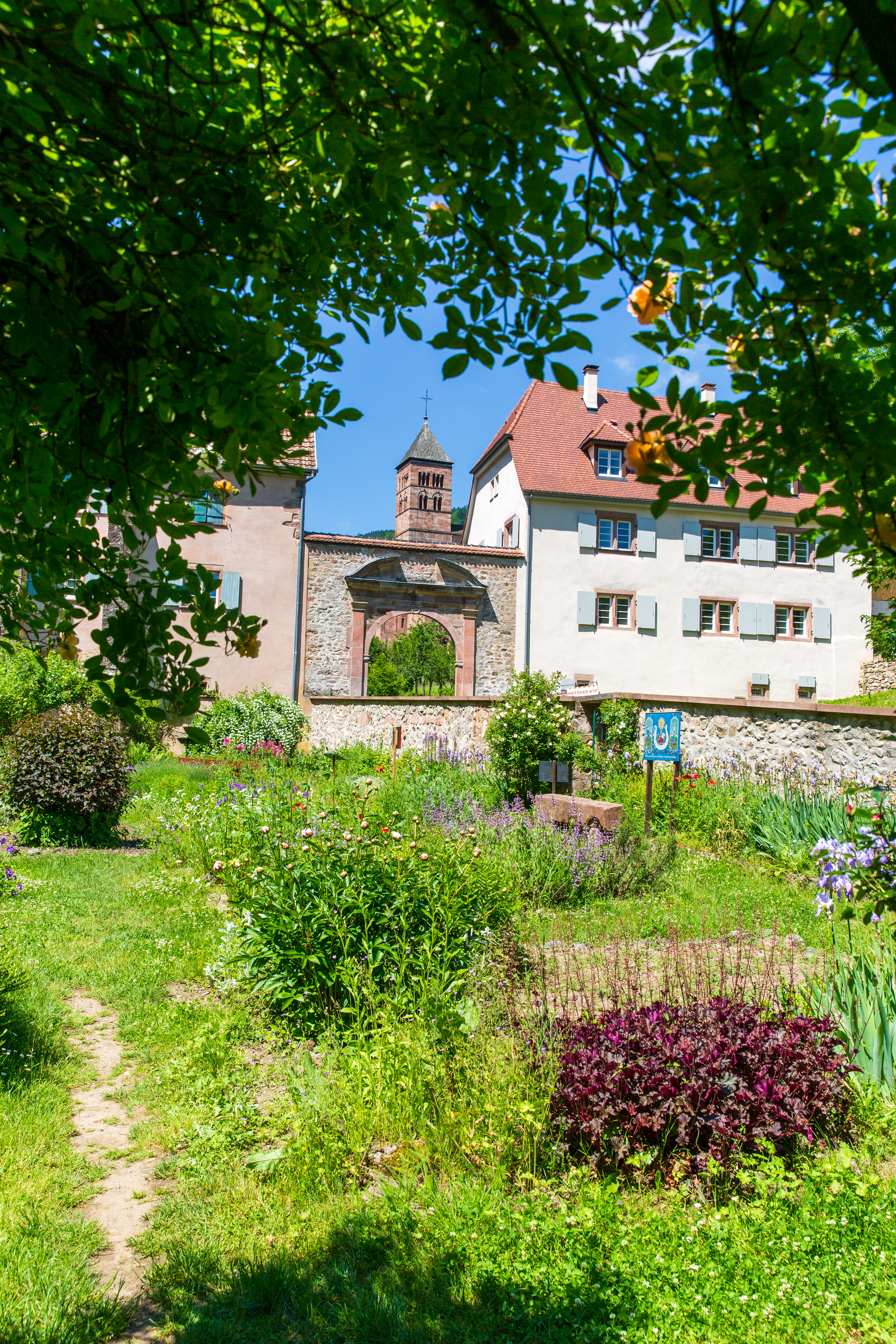
Dzisiejsza wersja ogrodu klasztornego w Murbachu, w tle klasztorne budynki, pn. wieża kościoła i brama wjazdowa

W okresie prawie 30 lat, kiedy opatem był Georg von Masmünster (1513–1542), kościelne księstwo Murbach przeszło dwie wielkie próby: przełom religijno-społeczno-polityczny zapoczątkowany reformacją w 1517 r. i gwałtowne bunty niższych warstw społecznych w 1525 r. Odejście już dużo wcześniej benedyktynów z Murbachu od wzoru klasztornego życia ustanowionego przez św. Benedykta było powszechnie znane i ich obyczaje (np. nieprzestrzeganie celibatu) budziły ogólną niechęć. Mieszczanie z Guebwiller i inni mieszkańcy Alzacji tym chętniej dawali więc posłuch ideom odnowy religijnej głoszonym przez protestanckich kaznodziejów. Opat Murbachu, aby stłumić narastającą popularność doktryn protestanckich, zakazał ich propagowania i w 1524 r. skazał na spalenie na stosie luterańskich obywateli Guebwiller, którzy przy nich trwali.  Ten akt, który miał miejsce w opackim zamku Hugstein, przyniósł ten skutek, że ludność w księstwie Murbach pozostała przy katolicyzmie.
Wiosną 1525 r. do południowej Alzacji dotarła fala społeczno-ekonomicznych buntów głównie chłopstwa, wspieranego przez wiejskich duchownych. Napady i grabieże zwracały się przeciw panom feudalnym – świeckim, ale przede wszystkim kościelnym. Wieści o napaściach na klasztory i dwory skłoniły opata i mnichów do opuszczenia Murbachu i udania się do oddalonego o dziesiątki kilometrów klasztoru Lure u płd.-zach. podnóża Wogezów. Radni Guebwiller, postawieni przed wyborem między lojalnością wobec feudalnej władzy księstwa Murbach a perspektywą niezależności, którą miałaby im przynieść solidarność z chłopskimi buntownikami, opowiedzieli się co prawda za tą pierwszą, ale cechowi rzemieślnicy otworzyli bramy miasta zbrojnym bandom. Ograbiono miejscowe klasztory, nie ma natomiast śladów historycznych, które by świadczyły o napaści ani na opactwo Murbach, położone z dala od dróg i głęboko w dolinie, ani na zamki Neuenburg i Hugstein. Opat Georg von Masmünster, wobec niezdolności klasztorów opactwa do samoobrony, zdecydował się pójść na ugodę ze zrewoltowanymi poddanymi. Osiągnięty po ponad dwóch miesiącach, w lipcu 1525 r., kompromis przywrócił opactwu potwierdzoną przysięgą lojalność podległych mu wójtostw w zamian za łagodne środki karne wobec buntowników, co kontrastowało z surowością wyroków ferowanych na sąsiednich terenach austriackich. Najsurowszymi były kary pieniężne i zakaz działalności gildii w Guebwiller. Podczas próby wzniecenia na nowo buntu powstańczego na początku września, chłopi w liczbie 16 tys. zaatakowali Wattwiller, ale jego mieszkańcy stawili im skuteczny opór. To ostatnie starcie, w którym stroną zwycięską była ta lojalna wobec Murbachu, zakończyło wojnę chłopską w płd. Alzacji. Ugodowa postawa opactwa odegrała tu niebagatelną rolę.

Zgodnie z linią polityczną opata Georga von Masmünstera, tak korzystną dla opactwa, zdołał on wywrzeć stosowny wpływ na habsburskiego namiestnika w Ensisheim (alzackiej siedzibie rządu Austrii Przedniej) i na zarządzających klasztorami w pobliskim Issenheim i w lotaryńskim Remiremont. Jednak jego starania o rozszerzenie wpływów i własności opactwa na zachód i przybliżenie jedności terytorialnej z Lure nie odniosły skutku. Utrudnieniem były nie tylko ograniczone możliwości finansowe, ale i postawa zwierzchników kościelnych, obawiających się zapewne nadmiernego rozrostu Murbachu. Niemniej jednak zdołał on pod koniec życia osiągnąć wyrażoną w bulli zgodę papieską na mianowanie biskupem pomocniczym (Weihbischof) opata Murbachu i Lure.

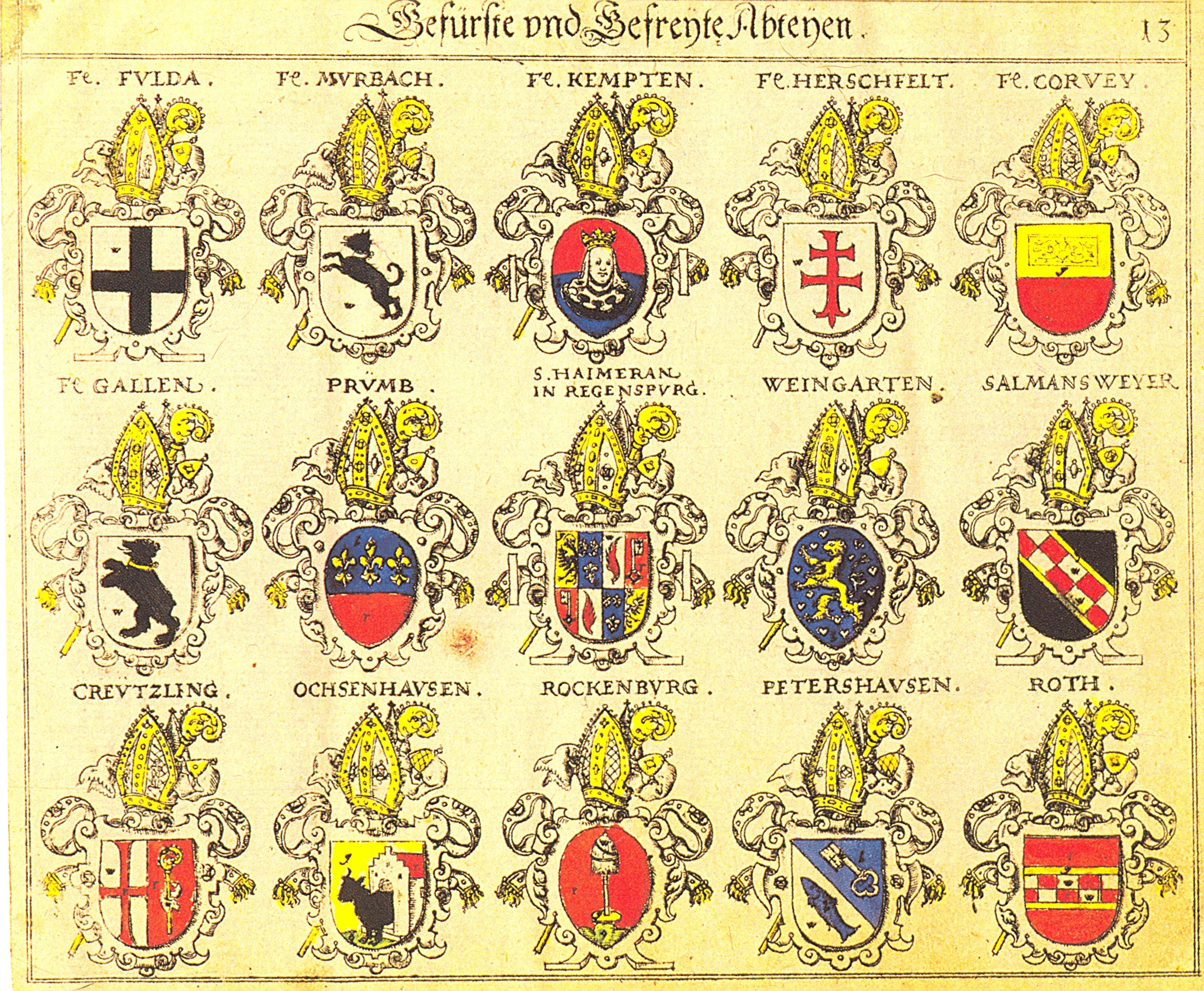
Herby opactw książęcych i terytorialnych w herbarzu Neuer Siebmacher z 1605 r.; na tablicy 13, Murbach drugi od lewej u góry

#### Schyłek opactwa
Opactwo książęce Murbach było w sensie religijnym i politycznym dla Habsburgów w Austrii Przedniej ważnym elementem w wysiłku kontrreformacyjnym, ale jako instytucja zakonna nie zdołało ono w swym obrębie przywrócić w pełni zdyscyplinowanego porządku życia monastycznego. Na niskim poziomie stało też szkolnictwo w Murbachu, w przeciwieństwie do szkoły w Lure. W 1570 r. dokument potwierdzający uznanie nowego opata podpisało w Murbachu już tylko pięciu mnichów, w 16 lat później było ich, nie licząc opata, dziewięciu. Decyzja cesarza Rudolfa II z 1587 r. nakazała oddanie opactwa in commendam wskazanej przez niego osobie, niekoniecznie duchownej, która w zamian za dochody opactwa sprawowała nad nim opiekę, nie nadzorując jednak życia duchowego i klasztornego. Od mianowania opatem Murbachu in commendam austriackiego kardynała Andreasa von Österreich (który co prawda nigdy nie odwiedził opactwa, zaciągnął jednak na niego ogromne długi), system opatów komendatoryjnych utrzymał się przez prawie dwieście lat. Nie obyło się to jednak bez sprzeciwów ze strony kanoników z Murbachu i Lure. Nie godzili się na utratę prawa do własnego wyboru opata, za niezgodne z regułą uważali kierowaniem opactwem przez nieobecnego w nim opata. Pod rządami kardynała Andreasa i jego następców, również kierujących opactwem na odległość, przywrócono do pewnego stopnie wspólnotowe życie klasztorne (głównie dzięki działalności dwóch mnichów przybyłych w 1616 r. z Sankt Gallen). W pierwszej dekadzie XVII w. przyjęto pięciu nowicjuszy.

##### Okres wojny trzydziestoletniej
Jeśli początek okresu, gdy opatem był arcyksiążę Leopold Habsburg (1614–1625), przyniósł takie osiągnięcia jak poprawę dyscypliny monastycznej (wprowadzanej pod groźbą kar) i budowę nowych kaplic, to położył mu kres rozwój działań wojny trzydziestoletniej. Księstwo Murbach musiało w 1622 r. materialnie wesprzeć armię cesarską i od 1629 r. utrzymywać kwaterujące w Lure i Saint Amarin oddziały wojskowe. Od jesieni 1632 r. tereny księstwa znalazły się pod okupacją szwedzką, niosącą grabieże, podpalenia i kontrybucje. Mnisi rozproszyli się po sąsiednich klasztorach. Większość cennych przedmiotów z klasztoru, archiwa i relikwie przewieziono w 1633 r. do Besançon, a w cztery lata później do Breisach. Bibliotekę przewieziono do nieodległego zamku Wildenstein w górnych partiach doliny rzeki Thur, uważanego za nie do zdobycia. W 1634 r., po przegranej bitwie wojsk cesarskich, całą dolinę Saint Amarin aż po Wildenstein musiano oddać Francuzom.  Guebwiller i klasztor Murbach zostały splądrowane, najpierw przez lotaryńskich żołdaków, potem przez oddziały francuskie i szwedzkie. Od 1640 r., po tym jak Alzację zajęły siły francuskie, opactwo Murbach, jego wójtostwa Guebwiller, Wattwiller, Saint Amarin i kopalnie w Plancher-les-Mines znalazły się pod władzą francuskiego zarządcy, ściągającego za pełnienie tej funkcji od opactwa wysoką kontrybucję. Z mnichów opackich jeden tylko przeżył wojnę, dwóm z Sankt Gallen, jako obywatelom szwajcarskim, zabroniono powrotu do Murbachu. Leopold Wilhelm, nadal formalnie będący opatem Murbachu, wyznaczył jako zarządcę swoich alzackich dóbr Rennera  von Almendingen, mnicha z Kempten, który jednak obejmując urząd w 1644 r., złożył przysięgę wierności nie arcyksięciu ale królowi Francji. Pokój westfalski z 1648 r., przyznawał co prawda Francji prawa do Alzacji, ale podkreślił przynależność opactw Murbach i Lure bezpośrednio do Świętego Cesarstwa Rzymskiego Narodu Niemieckiego, zachowywał zatem status Murbachu jako księstwa (Reichsfürstentum). Aż po rok 1650, zniszczone i opustoszałe, opactwo w Murbachu pozostawało niezamieszkałe.

##### Kres dziejów opactwa

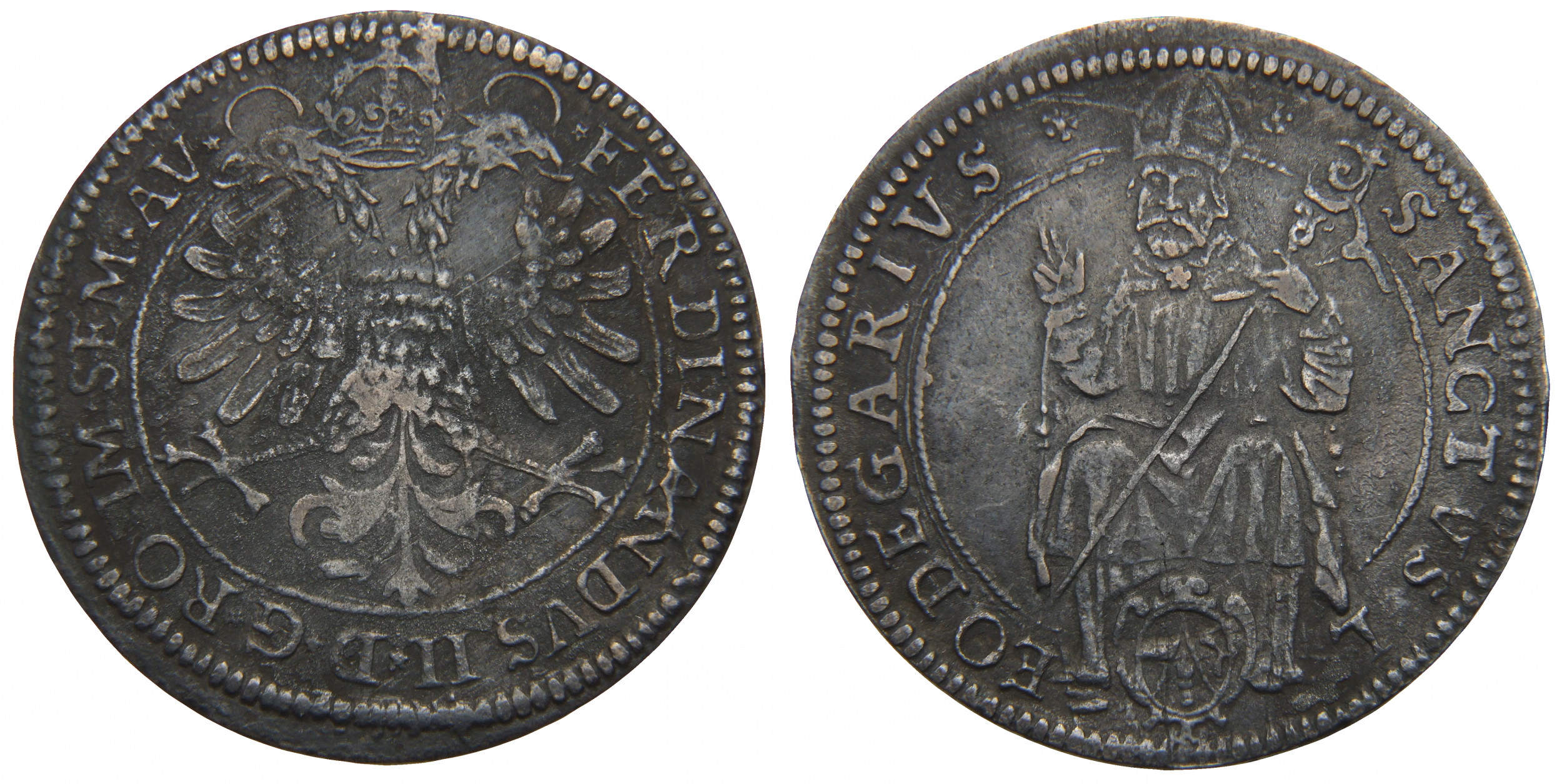
Moneta z 1626 r. bita przez opactwo książęce Murbach i Lure: awers z dwugłowym orłem, rewers z sw. Leodegarem

Benedyktyn Renner, mający zarząd nad Murbachem, skłonił 10 mnichów z klasztorów szwabskich i bawarskich do przeniesienia się do Murbachu, przyjął też kilku nowicjuszy. Księstwo Murbach podkreślało swoją lojalność wobec domu habsburskiego nie tylko płacąc mu podatki, ale także umieszczając dwugłowego orła na monetach bitych przez krótki czas (do 1666 r.) ponownie w Guebwiller.  Po śmierci habsburskiego opata Leopolda Wilhelma w 1662 r. mnisi chcieli wykorzystać okazję wyboru nowego opata do osadzenia na tym stanowisku osoby wedle własnego uznania. Wybrany przez nich Kolumban von Andlau, mnich z Sankt Gallen, nie został zatwierdzony przez papieża Aleksandra VII i cesarza Leopolda, ten drugi widział w tej funkcji arcyksięcia Karola Józefa.  Z papieskim poparciem (ale nieuznany przez opactwo sanktgalleńskie) został on opatem Murbachu, pełnił jednak tę funkcję jedynie przez dwa lata, do swej nagłej śmierci. W 1664 r. opactwo przejął biskup Strasburga Franza Egona von Fürstenberg-Heiligenberg dzięki swojej dwulicowej polityce korzystania z poparcia dworu cesarskiego a jednocześnie deklarowania w nieujawnionym pakcie z 1665 r. gotowości uznania zwierzchności francuskiej. W drugiej połowie XVII wieku Ludwik XIV, powołując się na niejasnego sformułowania w traktacie westfalskim, planował w ramach polityki zjednoczeniowej, przyłączyć do Francji resztę niemieckich dóbr książęcych. Książę opat Murbachu nie był temu przeciwny, a przynajmniej otwarcie nie protestował. Wyrokiem najwyższego sądu Alzacji w sierpniu 1680 r. księstwo Murbach (a w jego obrębie i Lure) zostało wcielone do korony francuskiej. Zgodnie jednak z literą układu z 1665 r. książę opat Franz Egon von Fürstenberg zachowywał prawo do dochodów z dóbr księstwa, które nadal pozostawało pod względem prowadzenia administracji, zarządzania i sądownictwa niezależne. Na swego następcę wyznaczył Felixa Egona von Fürstenberga, swego bratanka, który był opatem przez cztery lata. Kanonicy Murbachu i Lure, aby wyrazić protest przeciwko przyłączeniu do Francji i okazać wolę trwania przy wcześniejszych przywilejach, ponownie wybrali opatem Kolumbana von Andlau. Koronie francuskiej na rękę była dalsza podległość Murbachu rodowi Fürstenberg, więc na opata zaproponowali Philippa Eberharda von Loewenstein, bliskiego krewnego zmarłego opata. Stolica Apostolska, gdzie z niechęcią odnoszono się do tych opatów komendatoryjnych, uznała von Loewensteina dopiero w 1693 r. W 1703 r. wyrok alzackiego sądu najwyższego pozbawił księstwo Murbach ostatniej samodzielnej instytucji – sądu apelacyjnego w Guebwiller. Mimo ograniczanej niezależności i problemów z obsadą opatów oraz konfliktów, także finansowych, między opatami i ich zastępcami a kanonikami, sytuacja ekonomiczna Murbachu była co najmniej dobra.

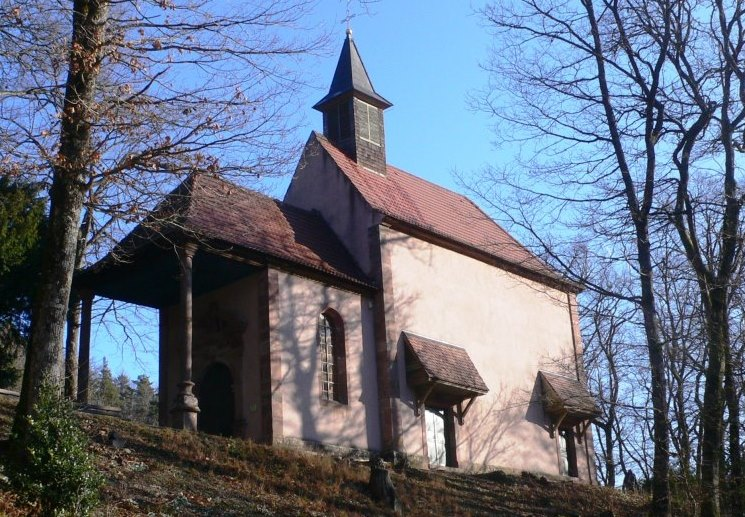
Kaplica loretańska na zboczu tuż nad kościołem św. Leodegara w Murbachu (1663 r.)

Nie zachowały się (bądź nie istniały) świadectwa ikonograficzne, które pozwoliłyby na odtworzenie rozmiarów i kształtu zabudowań zakonnych w Murbachu przed XVII w. Na jedynej wcześniejszej miniaturze w psałterzu z XIV w. opacki kościół narysowany jest w sposób stylizacyjny. Wiadomo o pożarach i wysiłkach odbudowy, a szczegóły architektoniczne, jak fazy budowy, znane są z badań in situ. Ich szczegółową interpretację odnośnie kościoła w Murbachu przedstawia praca J. Müllera Die Klosterkirche Murbach im Elsass (patrz Bibliografia poniżej). O wyglądzie opactwa w Murbachu od połowy XVII w. można wnosić na podstawie czterech znanych rycin: dwóch z 1665 r. sporządzonych przez Gabriela Bucelina, jednego z 1745 r. sygnowanego Silbermann i jednego z 1764 r. sygnowanego Reichstätter.

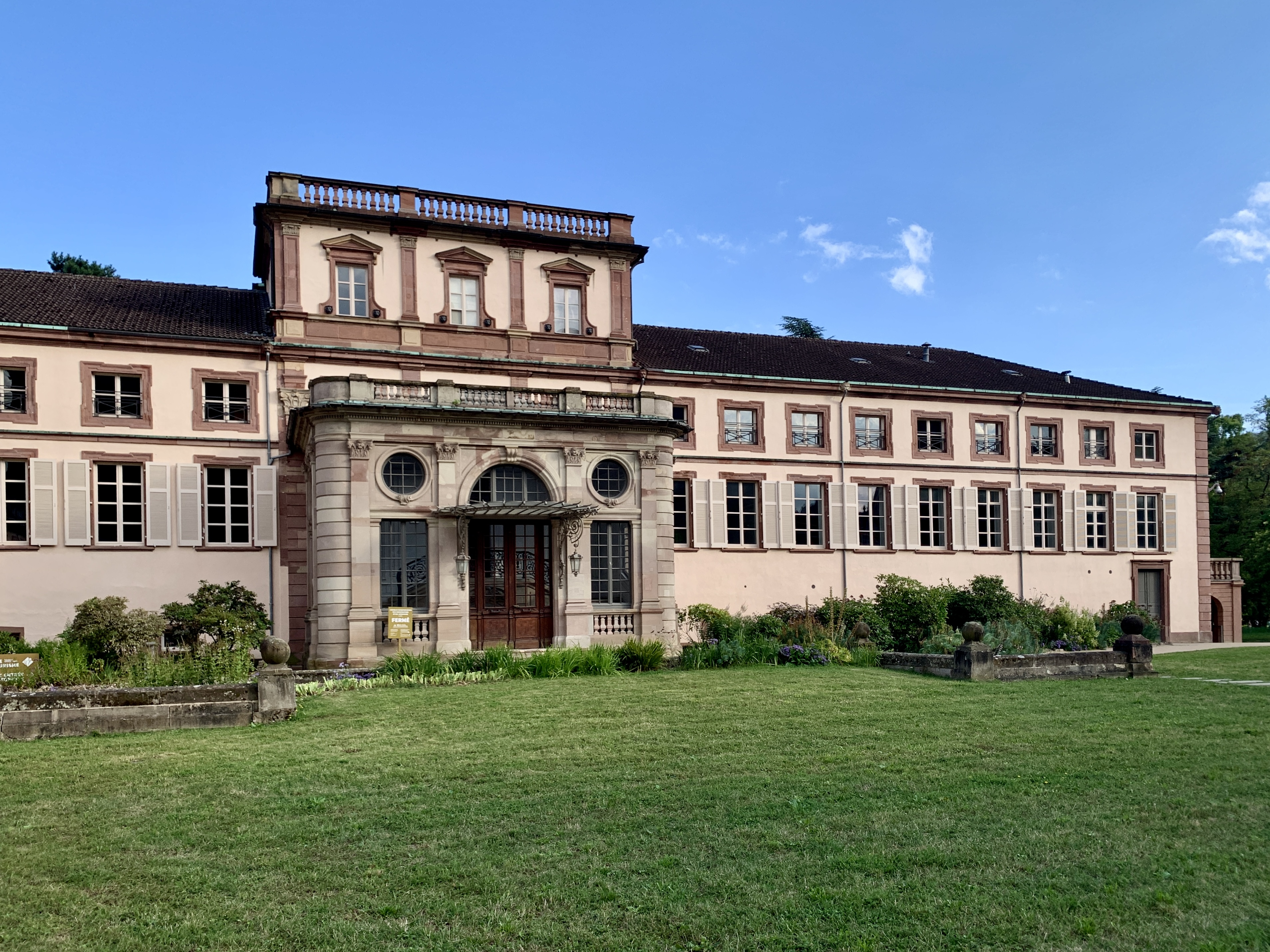
Zamek Neuenburg, rezydencja księcia opata w Guebwiller

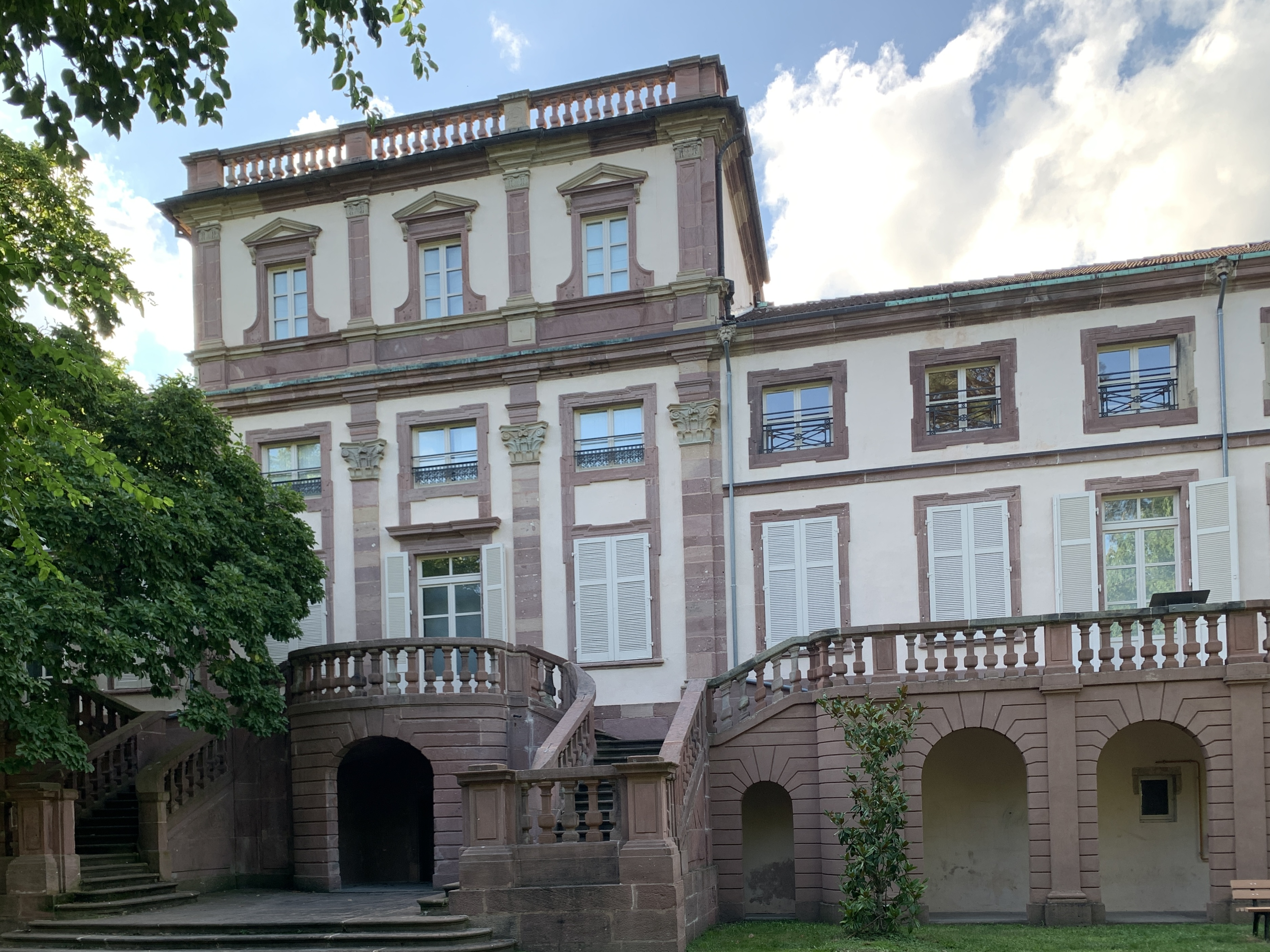

Od 1693 r. wydawano w Murbachu znaczne kwoty na renowacje (np. posadzki w kościele opackim), zakup wyposażenia (np. kazalnicy) i budowę nowych obiektów (np. kaplicy loretańskiej na zboczu nad klasztorem).  Opactwo finansowało odnawianie licznych kościołów w swoich parafiach (m.in. w Goldbach i Saint Amarin) oraz przebudowę infrastruktury mieszkalnej i gospodarczej samego klasztoru. W Guebwiller książę opat wzniósł w miejscu poprzedniej opackiej siedziby, zniszczonej w trakcie wojny trzydziestoletniej, nową rezydencję – zamek Neuenburg, któremu ostateczny kształt nadał w 1718 r. wybitny architekt tamtego okresu Peter Thumb. W płn. części doliny rzeki Thur, opat Eberhard von Löwenstein przebudował wcześniejszą letnią siedzibę opacką, leżącą na północ od Saint Amarin, na pałac myśliwski Wesserling (w miejscowości o tej nazwie).  Ponadto w ostatnich latach XVII w. wznoszono też konstrukcje o znaczeniu gospodarczym, np. podniesiono zaporę wodną na rzece Lauch, aby uregulować jej bieg i usprawnić spławianie opackiego drewna oraz zbudowano hutę szkła w dolinie Saint Amarin. Mniej dynamiczne na początku XVIII w. było życie religijne samego klasztoru, gdyż mimo gospodarczego rozkwitu przyjęto do nowicjatu w pierwszych trzech dekadach tamtego wieku zaledwie 18 mężczyzn. Jedną z przyczyn były wysokie wymagania: nowicjusz musiał się wykazać szlacheckim pochodzeniem od czterech pokoleń i mieć francuskie obywatelstwo. O utrwalenie klasztornej dyscypliny zabiegał wybrany w 1703 r. przez kanoników opat pomocniczy (Weihabt), Célestinus von Beroldingen, ogłaszając w 1713 r., pochwalone przez Stolicę Apostolską, nowe statuty klasztoru. Poprzez szeroką działalność misyjną w otoczeniu Murbachu, werbowanie nowicjuszy (w 1721 r. w klasztorze mieszkało 15 mnichów) i przebudowę budynków klasztornych w Murbachu von Beroldingen „usiłował przywrócić słynnemu opactwu jego dawny blask”. Do przebudowy zabudowań opactwa w stylu barokowym przystąpiono w 1725 r. po nieskutecznej próbie przeniesienia siedziby całego klasztoru do Guebwiller. Na okres trzech lat mnisi zamieszkali w zamku Neuenburg, aby w 1729 r. powrócić do odnowionego klasztoru. W 1731 r. odbyło się uroczyste poświęcenie refektarza, a w 1733 r. w wieżach opackiego kościoła umieszczono cztery nowe dzwony. Architekci zatrudnieni przez opactwo przygotowali plany takiej przebudowy kościoła opackiego, aby nadać mu formę barokową, zgodną z duchem epoki  i współczesną praktyką w innych klasztorach benedyktyńskich. W 1738 r. wmurowano kamień węgielny pod nowy kościół opacki i przystąpiono do opróżniania  dotychczasowego. Na rycinie z 1745 r. nawa główna i północna są ogołocone i pozbawione zadaszenia. Zwlekano z podejmowaniem zasadniczych prac budowlanych, gdyż mnisi – nieprzestrzegający już żadnej z reguł życia klasztornego i dbali jedynie o własną wygodę – czynili dalsze starania o przeniesienie klasztoru do Guebwiller. Po otrzymaniu na to zgody królewskiej, a w rok później papieskiej, w 1759 r. mnisi opuścili Murbach i przystąpiono do rozbiórki zabudowań klasztornych i kościoła opackiego. W połowie lat 60. XVIII w. mury naw kościoła były już w znacznej części rozebrane lub się zawaliły. W 1764 r. jego nienaruszoną wschodnią część, prezbiterium i transept z dwiema wznoszącymi się nad nim wieżami, przekazano gminie Murbach na kościół parafialny.

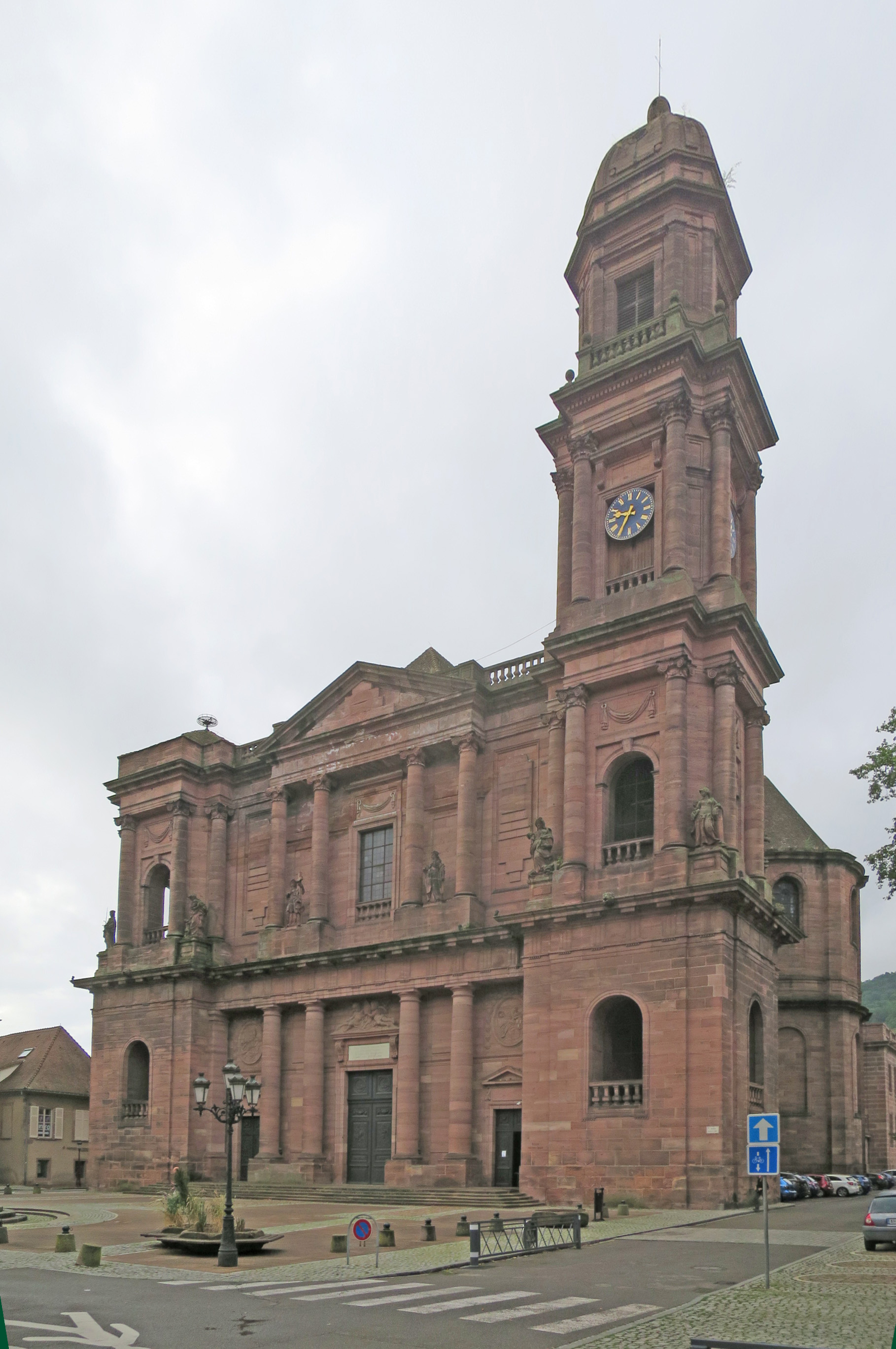
Kościół opacki Notre Dame w Guebwiller (koniec XVIII w.)

Jeszcze w 1761 r. opactwo otrzymało od miasta Guebwiller parcele w pobliżu zamku Neuenburg, gdzie planowano wznieść zabudowania mieszkalne dla mnichów i kościół. Równocześnie mnisi przy poparciu króla Ludwika XV i biskupa Bazylei zabiegali o sekularyzację swojego zgromadzenia. Mocą bulli papieskiej z sierpnia 1764 r. opactwa książęce Murbach i Lure przekształcono w zgromadzenie kanoników świeckich (Säkularkanonikerstift), wyłączając je tym samym spod nadzoru papieża i obowiązku przestrzegania reguły zakonnej. Utworzono w Guebwiller kapitułę (Stiftskapitel) dwunastu kanoników, którzy spośród swego grona mieli wybierać prepozyta. Mocna pozycja finansowa pozwoliła im na podjęcie budowy nowej siedziby: w 1765 r. stały już dwa domy mieszkalne, a w 1785 r. odbyło się uroczyste poświęcenie przez biskupa Bazylei kolegiaty pod wezwaniem Najświętszej Marii Panny (Liebfrauenkirche). Do tego kościoła w stylu neoklasycznym, imponującego wielkością, ornamentyką i wyposażeniem, prawdopodobnie przeniesiono z Murbachu relikwię św. Leodegara. W środkowej części Guebwiller, przy zamku Neuenburg, powstał zwarty kompleks zabudowań należących do kanoników kapituły kolegiackiej, dysponujących niezmiennie znacznym majątkiem księstwa Murbach, jego posiadłościami, prawami i przywilejami.
Od 25 lipca 1789 r., kiedy do Saint Amarin dotarły wiadomości o ruchu rewolucyjnym w Paryżu, podniosły się bunty mieszczan i chłopstwa przeciwko urzędnikom księstwa. Wszyscy kanonicy z wyjątkiem jednego opuścili Guebwiller, ukrywszy archiwum i kosztowności opackie. Zrewoltowane grupy z Saint Amarin wkroczyły do Guebwiller i splądrowały zamek Neuenburg, ale mieszkańcy miasta powstrzymali ich przed dalszymi rabunkami. Uwięzionego dziekana von Reichenstein zmuszono 28 lipca do podpisania rezygnacji księstwa Murbach ze wszelkich praw do doliny Saint Amarin. Na wieść o zbliżaniu się oddziału wojskowego rebelianci rozpierzchli się. W tydzień później zostały zniesione lenne przywileje i uprawnienia sądownicze księstwa. Reformy administracyjne w 1790 r. zniosły urzędy księstwa i wcieliły jego obszary do utworzonego w marcu 1790 r. departamentu o nazwie Górny Ren (Département du Haut-Rhin). Mocą reform religijnych podjętych przez Zgromadzenie Narodowe kapituła została rozwiązana, a jej majątek upaństwowiony – tym samym księstwo Murbach przestało istnieć. Kanonicy i ostatni książę opat Murbachu, Benedikt Anton Friedrich von Andlau-Homburg, opuścili Francję.

## Struktura formalna

### Terytorium
Pomiędzy pierwszym okresem świetności opactwa we wczesnym średniowieczu (od końca VIII do początku X wieku) a drugim korzystnym okresem w późnym średniowieczu (od XII do XIII wieku) miały miejsce znaczące zmiany (omówione wyżej) co do zasięgu jego własności w okolicach m.in. Moguncji, Delle i Lucerny. Po konsolidacji terytorialnej, która postępowała stopniowo w czasie całego średniowiecza, opactwo książęce składało się z dwóch niepowiązanych przestrzennie obszarów: terenów wokół opactwa Murbach i terenów przy połączonym z nim unią formalną klasztorze Lure po zachodniej stronie Wogezów. Obszar wokół opactwa Murbach obejmował trzy jednostki: Guebwiller w dolinie rzeki Lauch, Saint-Amarin w dolinie rzeki Thur i Wattwiller nad potokiem Siehlbach. Był to obszar zwarty geograficznie, jednak ze względu na pasma górskie rozdzielające te trzy doliny, łączące je drogi znajdowały się częściowo poza terenem samego opactwa.

### Podział administracyjny i ludność
W drugiej połowie XV w. obszary leżące w obrębie książęcego opactwa Murbach podzielono w myśl reformy administracyjnej opata Bartholomäusa von Andlau na trzy Ämter (oznaczające w przybliżeniu wójtostwa). Każdy Amt obejmował pewną liczbę wsi, jedno główne miasto oraz szereg zamków. Na czele Amt stał Amtmann, który sprawował tę funkcję jako urzędnik księstwa Murbach, przez co mógł być na to stanowisko mianowany lub z niego odwołany. Choć wymiennie nazywano tego urzędnika Vogt – wójt, to jego uprawnienia nie miały nic wspólnego z lennem wójtowskim. Nazwy tych Ämter odpowiadały nazwom miejscowości, z których nimi zarządzano:
- Guebwiller (Amt lub Vogtei Gebweiler)
- Saint-Amarin (Amt lub Vogtei Sankt Amarin)
- Wattwiller (Amt lub Vogtei Wattweiler).

Ponadto:
- eksklawa w Hésingue (Amt Häsingen)[144] w Sundgau od 835 r.[145][146]
- teren klasztoru w Lure, po okresie wspólnych własności i opatów, połączone w unię decyzją papieską w 1544 r.[94][146].

Sporządzony w 1550 r. kataster dóbr i przychodów opactwa podaje ilość gospodarstw domowych w trzech wójtostwach Murbachu, z którego wynika, że księstwo zamieszkiwało ok. 5700 osób. Guebwiller liczyło ok. 1800 mieszkańców, Wattwiller ok. 800, a w Saint-Amarin nie więcej niż 200.

### Struktura kościelna
Opactwa Murbach i Lure, przystępując ostatecznie w 1544 r. do unii,  zachowały dotychczasową przynależność diecezjalną. Murbach i jego trzy wójtostwa należały w niemieckojęzycznej diecezji Bazylei, a Lure do francuskojęzycznej części archidiecezji Besançon.
Opactwo dzieliło się na dziesięć parafii:
- w Amt Gebweiler:
  - Bergholtz i Bergholtzzell utworzyły jedną parafię, obejmującą także wioskę Sengern; na jej terenie były dwa budynki kościelne
  - największą parafią było Gebweiler z romańskim kościołem św. Leodegara
  - parafia Bühl
  - parafia Lautenbachzell
- w Amt Sankt Amarin:
  - parafia Weiler składała się z wiosek Weiler, Bitschweiler, Goldbach i Altenbach. Prawo patronatu zostało przeniesione z klasztoru w Saint-Amarin na opactwo Murbach w 1357 r.
  - parafia św. Marcina w Saint-Amarin, nad którą prawo patronatu zostało w 1254 r. przeniesione z miejscowego klasztoru na opactwo Murbach. Do parafii św. Marcina należały wsie i osady Vogelbach, Malmersbach, Ransbach, Moosch, Mosbach, Werschholtz, Mitzach i Geishausen

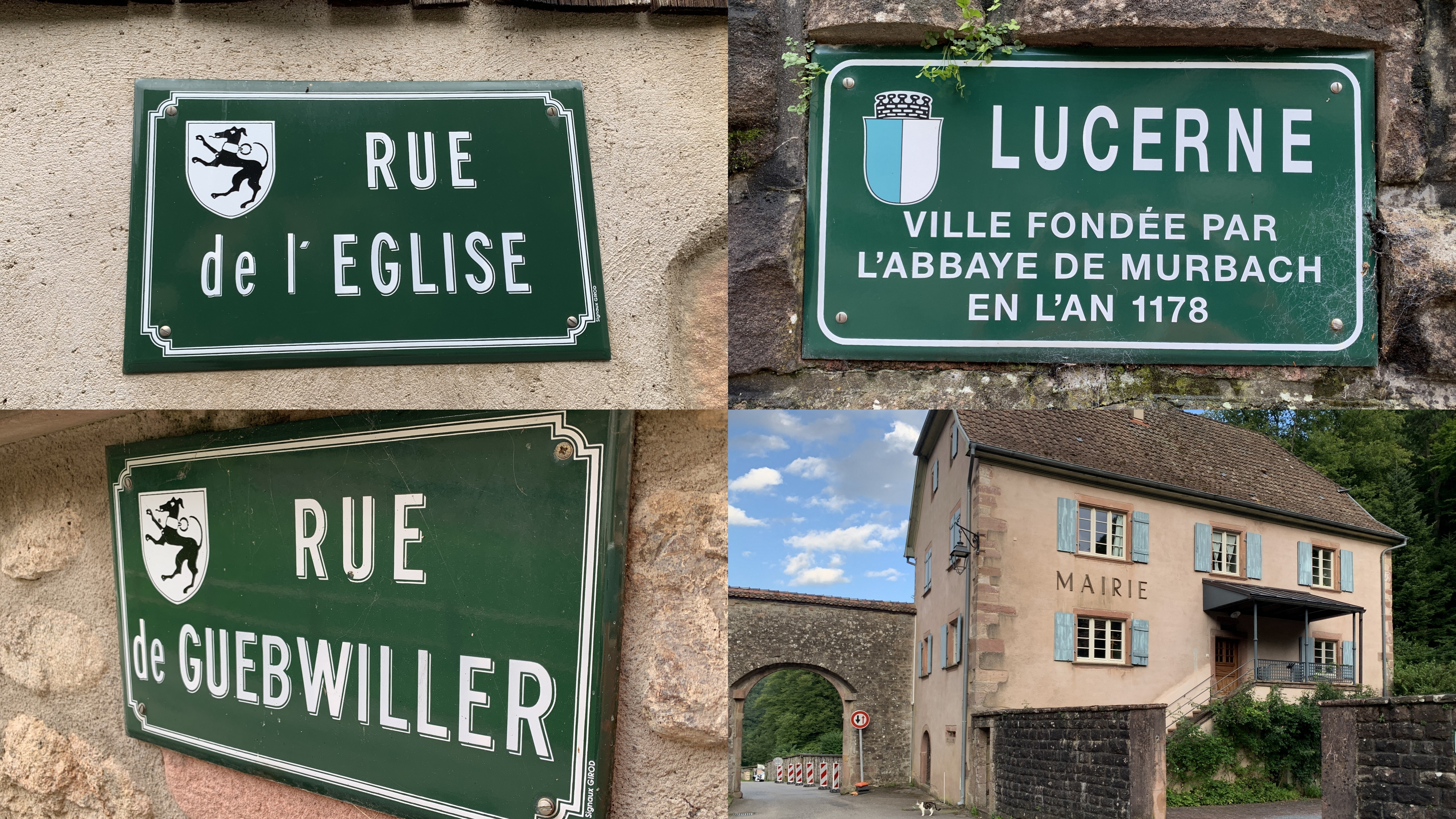
Czarny pies w godle miejscowości na tablicach ulic po lewej, tablica o założeniu Lucerny przez opactwo i siedziba władz localnych (mairie) po prawej

  - parafia Mollau
  - parafia Orn
- w Amt Wattweiler:
  - parafia Wattweiler
  - parafia Uffholtz

### Herb opactwa Murbach
Herb Murbachu przedstawia zwróconego w prawo skaczącego czarnego psa ze złotą obrożą na białej (srebrnej) tarczy, herb Lure prawą dłoń w geście błogosławieństwa. Oba te elementy, pies zwrócony w prawo lub w lewo, były też kilkakrotnie częścią herbów opackich. Herby miały mitrę jako klejnot herbowy.
Zdanie wiązane z herbem opactwa książęcego Murbach i często cytowane w opracowaniach na jego temat – „Die Mourbach het einen schwarzem Hund, der het iren vil gebissen” (‘Murbach ma czarnego psa, który już wielu pogryzł’) pochodzi z pism Lienharta Otta, kronikarza Wattweileru, miejscowości i parafii Murbachu. Odnosi się ono do porażki we wrześniu 1525 r. buntowników chłopskich, oblegających Wattweiler, którego mieszkańcom opat Georg von Masmünster wysłał zbrojną pomoc. W ciągu trzech dni mieszczanie Wattweileru odparli napór tysięcznych oddziałów chłopskich.
Dawny herb opactwa jest obecnie herbem miejscowości Murbach. Występuje też jako element herbów kilku pobliskich miejscowości, należących niegdyś do opactwa, jak np. Lautenbachzell, Bergholtz czy Wildenstein.

### Uzupełniająca
- Médard Barth: Aus dem liturgischen Leben der Abtei Murbach. Kalendare und Heiligenlitaneien (11.–15. Jahrhundert). In: Freiburger Diözesanarchiv 73 (1953), S. 59–87.
- Gerhard Köbler: Historisches Lexikon der deutschen Länder. Die deutschen Territorien vom Mittelalter bis zur Gegenwart. München: C.H. Beck, 8. Aufl., 2019, S. 444 i in. ISBN 978-3-406-74167-8.